# Le Gendarme de Saint-Tropez
Pour les autres films de la série, voir Le Gendarme (série de films).
Série du Gendarme de Saint-Tropez
Le Gendarme à New York
(1965)
Pour plus de détails, voir Fiche technique et Distribution.
Le Gendarme de Saint-Tropez est un film comique franco-italien réalisé par Jean Girault, sorti en 1964. Il s'agit du premier des films du Gendarme.
Imaginé par Richard Balducci après sa rencontre avec un gendarme assez débonnaire en poste à Saint-Tropez, le film raconte les aventures de Ludovic Cruchot, gendarme très zélé, muté dans cette cité balnéaire de la côte d'Azur, avec le grade de maréchal des logis-chef. Il découvre une brigade mollassonne dirigée par l'adjudant Gerber, quelque peu dépassé face aux nudistes et à l'agitation estivale ; il doit aussi composer avec les nouvelles envies de liberté de sa fille Nicole.
Ludovic Cruchot est interprété par Louis de Funès, autour duquel tout le film a été construit. L'adjudant Gerber est joué par Michel Galabru et les autres gendarmes par Jean Lefebvre, Christian Marin et le duo Grosso et Modo. Nicole est incarnée par Geneviève Grad. Conçu avec un petit budget et autant d'ambition, le film est tourné de juin à juillet 1964, à Belvédère et à Saint-Tropez ainsi qu'aux studios de la Victorine à Nice. La bande originale composée par Raymond Lefebvre est populaire pour la chanson Douliou-douliou Saint-Tropez et la Marche des Gendarmes.
Le Gendarme de Saint-Tropez, sorti dans les salles en septembre 1964, rencontre à la surprise générale un franc succès, arrivant en tête du box-office français de l'année 1964 avec plus de 7,8 millions d'entrées. L'accueil critique est partagé. Louis de Funès remporte une Victoire du cinéma pour son interprétation. Installé pour la première fois en haut du box-office, l'acteur voit sa carrière et sa célébrité définitivement lancées.
Ce triomphe inattendu entraîne la réalisation d'une suite, Le Gendarme à New York, dès l'année suivante, puis de quatre autres, sur près de vingt ans, Le Gendarme se marie (1968), Le Gendarme en balade (1970), Le Gendarme et les Extraterrestres (1979) et Le Gendarme et les Gendarmettes (1982). Le Gendarme marque Saint-Tropez au point que le bâtiment de la gendarmerie montré par ces films devient un musée en 2016.

## Synopsis

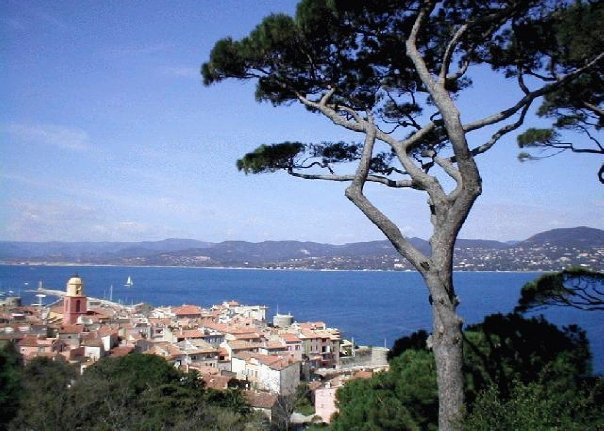
Ludovic Cruchot est muté pour bons et loyaux services sur la côte d'Azur, à Saint-Tropez.

Ludovic Cruchot est gendarme dans un village perché des Hautes-Alpes et passe son temps à traquer les criminels locaux que sont les chauffards, voleurs de poules et braconniers. Il vit seul avec sa fille Nicole, qui s'ennuie dans ce village loin de tout, où la seule activité est la chorale de la paroisse. Exécutant son métier avec zèle, Cruchot est muté pour bons et loyaux services dans le Var, sur la côte d'Azur, dans la cité balnéaire de Saint-Tropez et reçoit en plus une promotion, passant au grade de maréchal des logis-chef. Il se promet : « Ça va barder, là-bas ! »

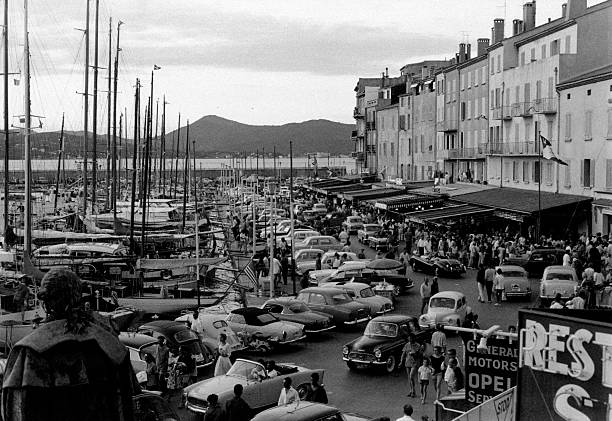
Ludovic Cruchot et sa fille Nicole arrivent en autocar dans le port de Saint-Tropez (ici en 1961).

Arrivé sur les lieux de sa nouvelle affectation avec Nicole, deux de ses nouveaux collègues l'accueillent, les gendarmes Merlot et Fougasse, tranquillement attablés à la terrasse d'un café. Dès cette rencontre, Cruchot donne le ton en faisant mettre au garde-à-vous ses hommes et en interdisant toute familiarité. C'est d'ailleurs eux qui portent les valises du port jusqu'à la gendarmerie pendant que Cruchot, lui, dresse déjà neuf procès-verbaux à des tropéziens qui s'étaient habitués au laisser-aller de leurs gendarmes. À la gendarmerie, Ludovic Cruchot fait la connaissance de son supérieur, l'adjudant Gerber, et du reste de la compagnie, les gendarmes Tricart et Berlicot. Il offre le carnet de contraventions fraîchement dressées à Gerber mais celui-ci apprécie peu ce « cadeau », surtout en découvrant la voiture du maire parmi les victimes. L'adjudant calme le zèle de son nouveau subordonné et lui annonce qu'il y aura beaucoup à faire. En réalité, ses premières journées de travail sont peu éprouvantes puisque la brigade jongle entre de nombreuses activités détente comme la pétanque (où Cruchot triche pour que Gerber gagne), la pêche, et même la sieste. Tandis que Fougasse rêve de vahinés, Merlot de cow-boys, et Gerber s'imagine être un glorieux héros de péplum, Cruchot, lui, se voit à la guerre, en train de faire des prisonniers.
De son côté, sa fille Nicole, qui s'ennuyait autrefois à mourir dans son village, est éblouie par le luxe de sa nouvelle ville mais n'arrive pas à se faire accepter par les jeunes bourgeois de la station balnéaire. Lasse de leurs plaisanteries sur sa tenue vestimentaire désuète, elle s'achète une robe à la dernière mode, provoquant l'ire de son père, qui désapprouve ces habits aussi courts et transparents. Il lui achète à la place une robe très habillée, qui rend hilare la bande de jeunes que Nicole tente d'approcher. Pour leur plaire, elle leur fait croire être la fille d'un certain Archibald Ferguson, milliardaire américain dont le yacht serait amarré sur le port et ajoute que sa robe est la dernière mode à Hawaï. Influençables, les jeunes filles de la bande adoptent aussitôt cette prétendue mode.

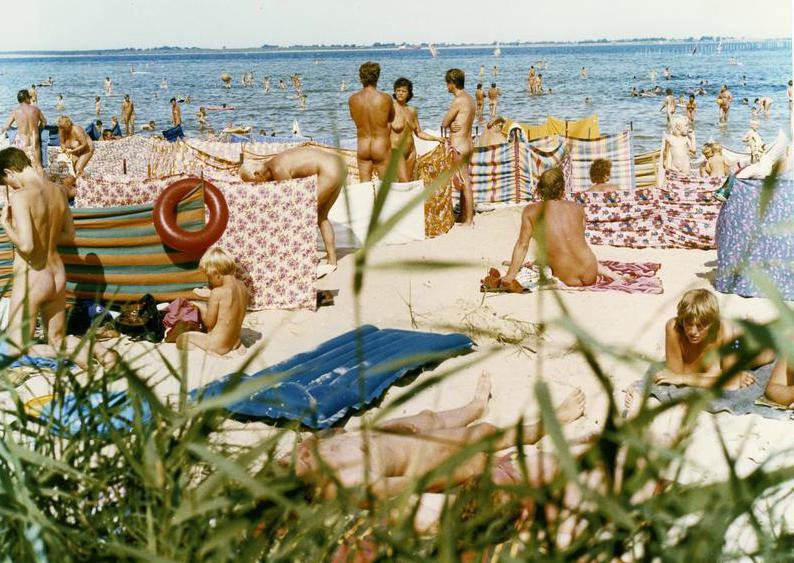
La brigade tente d'arrêter les estivants pratiquant le nudisme, interdit sur les plages tropéziennes.

Pendant ce temps, Cruchot fait face à une première mission de taille. Chaque été, la brigade de Saint-Tropez tente d'éradiquer le nudisme, prohibé sur les plages de la cité. Il est totalement impossible de surprendre les nudistes puisqu'un guetteur perché au sommet d'un arbre les prévient à chaque tentative de Gerber et de ses hommes, leur donnant ainsi le temps de se rhabiller avant l'arrivée des gendarmes. Et ces derniers ne peuvent les verbaliser sans porter l'uniforme. Malgré de nombreuses tentatives où les gendarmes rusent d'inventivité, chaque coup est un échec, au grand désespoir de l'adjudant Gerber. Cruchot élabore un plan : placer un gendarme dénudé parmi les vrais nudistes, cacher leurs habits, puis les prendre sur le fait. Il soumet à un entraînement de choc ses gendarmes pour leur apprendre à mettre l'uniforme le plus rapidement possible. Aucun volontaire ne se désignant, Cruchot tire au sort le gendarme qui se mettra nu au milieu des nudistes : alors que le décompte le désigne, il reporte hypocritement le sort sur le pauvre Fougasse.

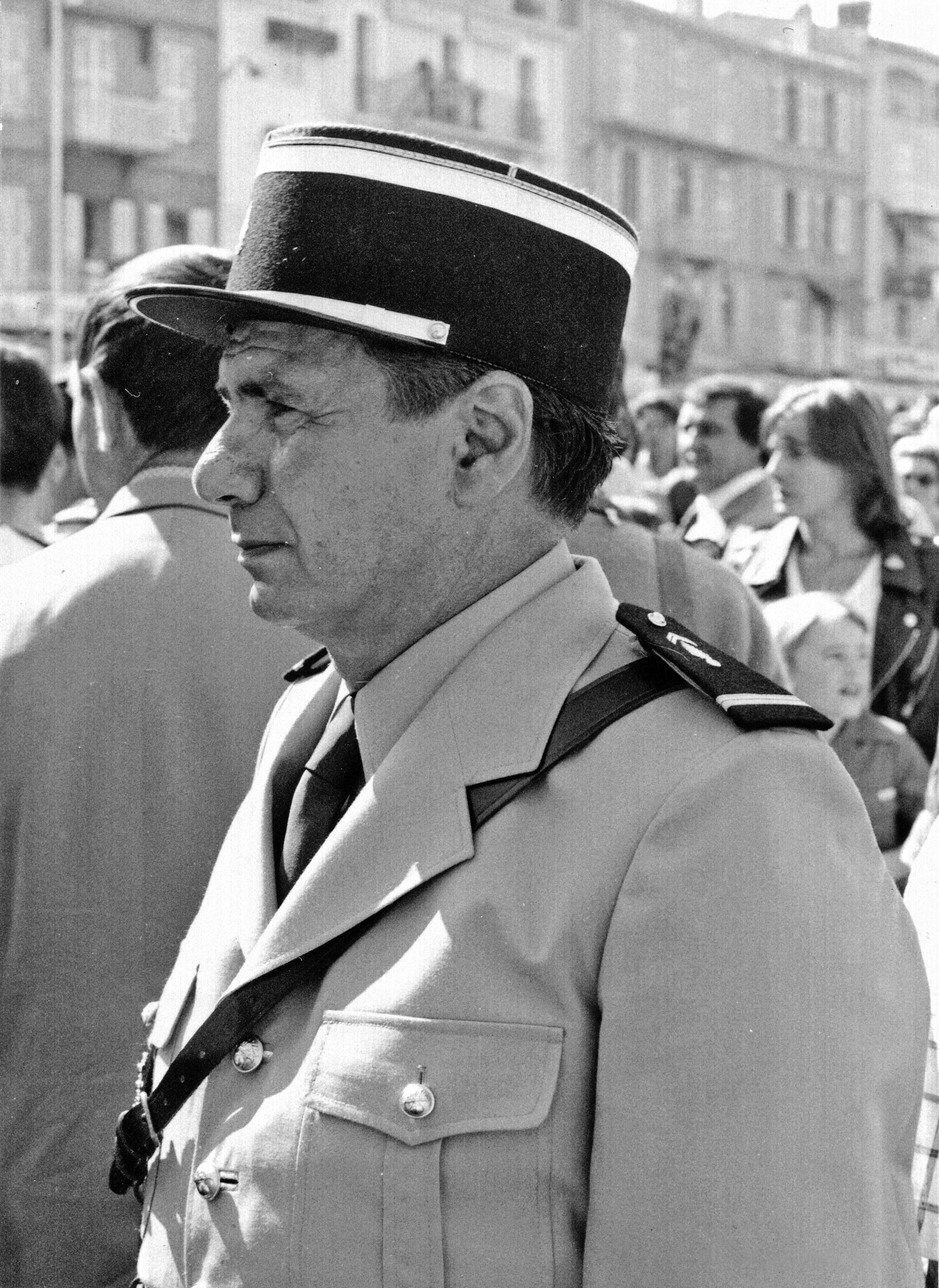
Cruchot offre à l'adjudant Gerber la victoire tant attendue sur les nudistes.

Le lendemain, Fougasse se mêle aux nudistes, tandis que Merlot approche discrètement la plage pour enterrer les affaires des vacanciers. Au signal, Fougasse revêt son uniforme, caché la veille dans le sable. Horrifiés, les nudistes fuient ce gendarme par la campagne, où Merlot, qui a lui aussi enfilé son uniforme à la hâte, leur barre la route. Ils essaient de s'échapper par la mer mais Tricart et Berlicot les repoussent sur le sable. Cruchot, jubilant, achève de les encercler sur la plage. Cernés, les nudistes sont enfin pris en flagrant délit par les gendarmes de Saint-Tropez. La brigade défile avec sa prise de guerre devant l'adjudant Gerber, qui savoure sa victoire longtemps rêvée.
Nicole s'amuse avec ses nouveaux amis au comportement parfois espiègle. Brinquebalé à travers la ville à bord de la Buick Roadmaster de l'aîné, le groupe enchaîne les gamineries. Nicole est obligée de profiter du vrai métier de son père pour régler un incident sur la route, à la discrétion de Merlot. Elle s'enfonce peu à peu dans sa mystification de fille de milliardaire. Contre son avis, la bande investit le yacht de son prétendu père pour faire la fête. Elle raconte au marin de garde un mensonge supplémentaire, se présentant comme la fille cachée et abandonnée de l'hôte du yacht. Après avoir goûté au champagne à bord, les jeunes vont ensuite au café Sénéquier. Ils évitent sans le savoir l'arrivée des vrais occupants du bateau, croisés seulement de justesse par Nicole. Le yacht est en fait loué par Mr Harpers, un bandit américain qui a préparé avec ses complices un coup pour la nuit-même.

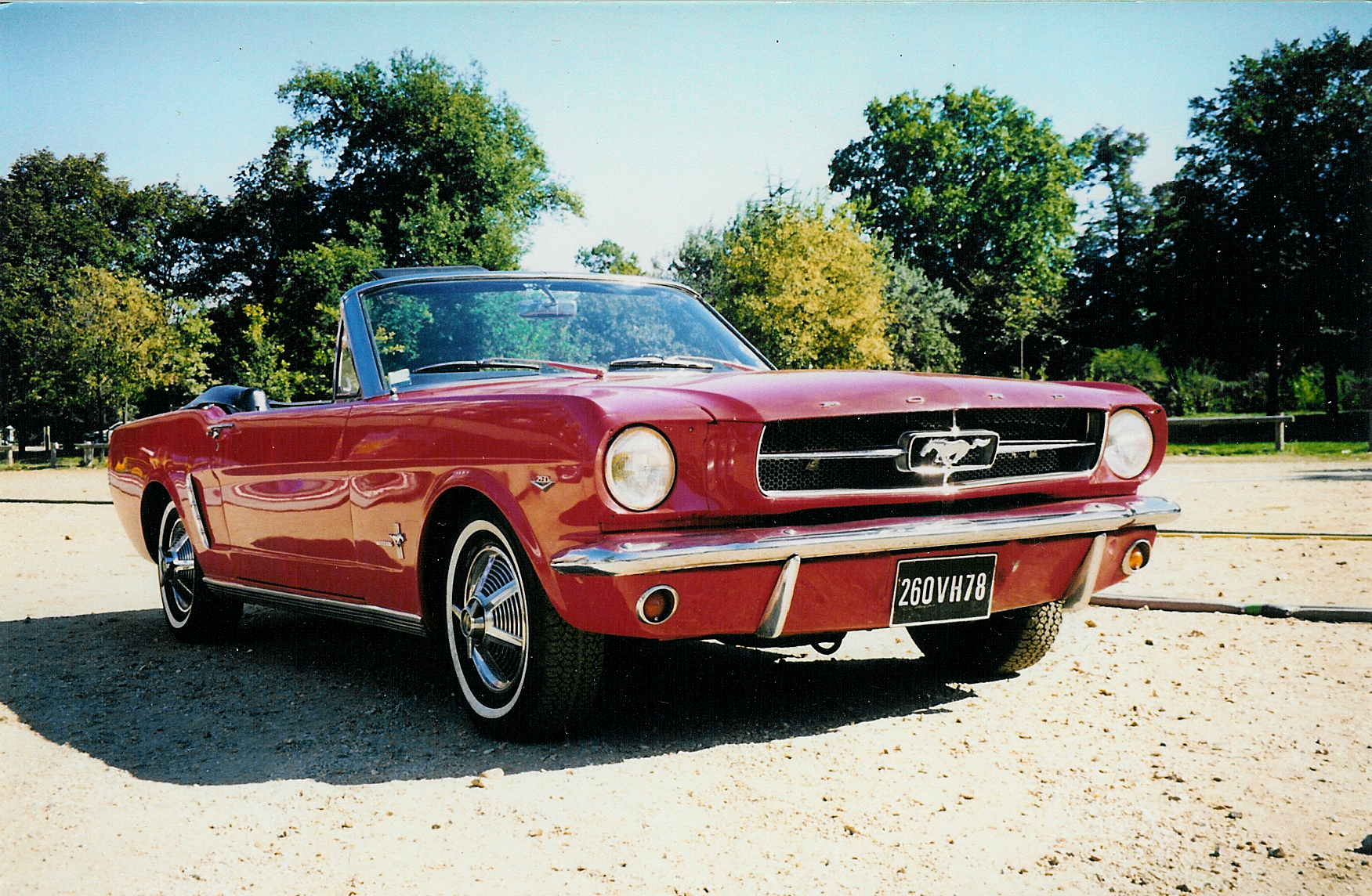
Le vol par un ami de Nicole de la fameuse Mustang de Ford — modèle alors tout neuf à l'époque — est l'origine des péripéties autour du Rembrandt volé.

Le soir, Nicole rejoint ses amis dans un bar, alors que son père la croit sagement au lit, lui ayant interdit de sortir la nuit. À une heure tardive, elle décide de rentrer à la gendarmerie mais, étant suivie par Jean-Luc, un soupirant pressant, elle doit simuler son retour au yacht de son père. Devant le bateau, Mr Harpers et ses hommes viennent de garer leur superbe Ford Mustang mais attendent qu'il y ait moins de monde sur le port pour sortir du coffre l'objet de leur cambriolage. Pour impressionner Nicole, Jean-Luc vole la décapotable de « son père » (au nez et à la barbe des malfrats) et embarque la jeune fille, malgré ses protestations, dans une virée dans l'arrière-pays. La voiture s'enlise dans un fossé en pleine campagne. Au matin, Jean-Luc tente de sortir la voiture grâce à la Buick de Richard, en vain. Nicole a regagné la ville à pied, en espérant rentrer discrètement chez elle. Son père l'a attendu toute la nuit, excédé, et l'est d'autant plus lorsqu'il apprend sa mésaventure. Si tout manque d'autorité sur sa fille nuirait à sa réputation, la découverte du vol de voiture ruinerait totalement sa carrière. Furieux, Cruchot revêt son uniforme et part aussitôt récupérer le véhicule.
Cruchot réussit à dégager la Mustang grâce à un tracteur « emprunté » à un paysan endormi non loin de là. Pour remplacer une roue crevée, il vide négligemment le contenu du coffre dans le fossé afin d'accéder à la roue de secours. La voiture réparée, le gendarme repart en direction du port pour la rendre à ses propriétaires mais tombe en panne d'essence sur le chemin. Après s'être rendu à pied dans une station-service, il est pris en stop au retour par une religieuse, sœur Clotilde, qui conduit sa 2 CV avec fougue. Entretemps, la gendarmerie est informée du vol d'un tableau de Rembrandt au musée de l'Annonciade et met en place des barrages. Cruchot, qui cherchait à être discret, doit éviter tout contrôle et se lance même dans un course-poursuite face à ses propres collègues. Il parvient enfin à ramener la décapotable à sa bonne place. Harpers et ses complices découvrent, circonspects, la voiture de retour, restituée par un gendarme en uniforme, sans le tableau empaqueté dans le coffre. À son retour à la gendarmerie, Cruchot est mis au courant du vol de tableau. Il se décompose en apprenant que sa cavalcade en Mustang a concentré l'attention des gendarmes au lieu de la recherche des véritables criminels.

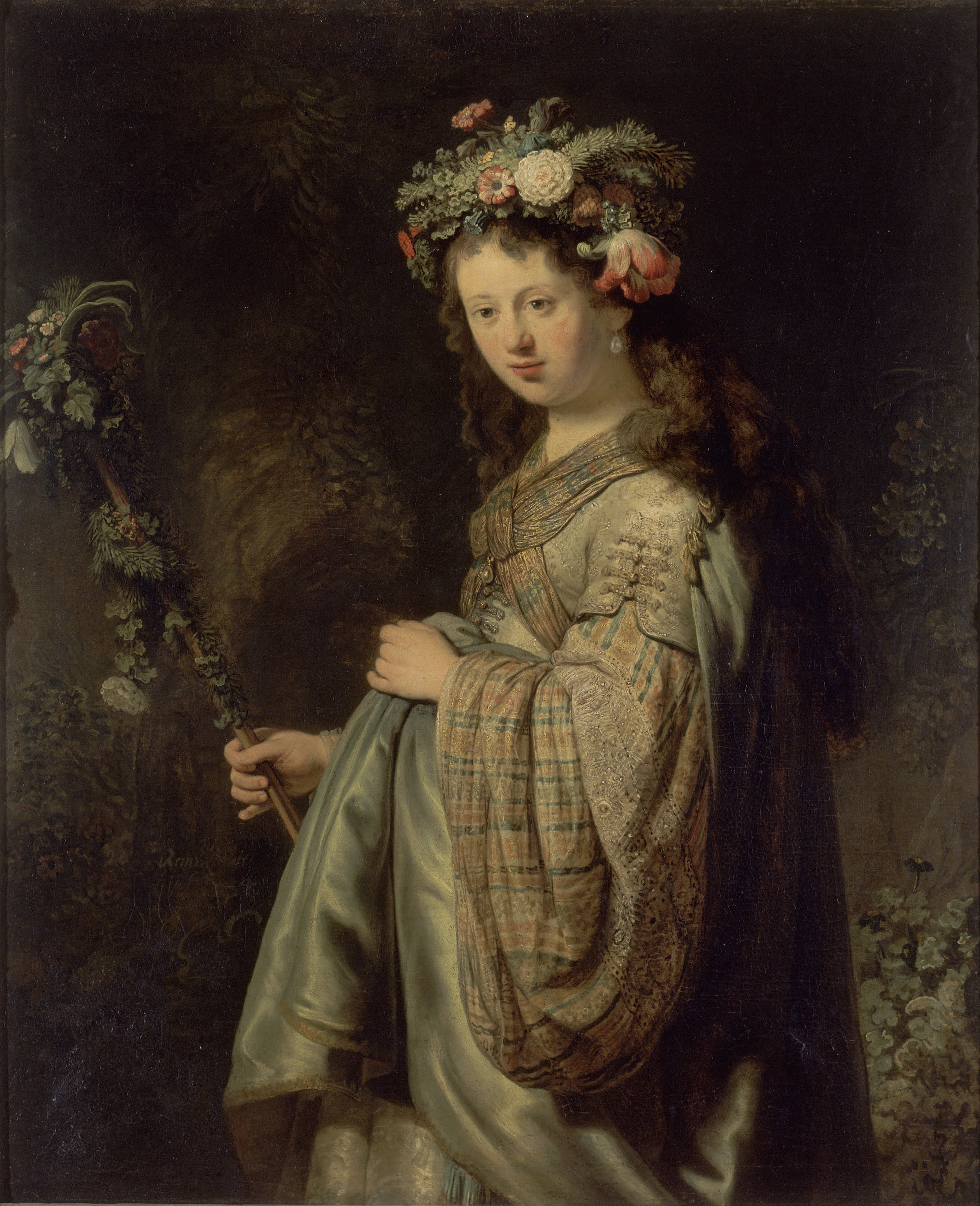
Saskia en Flora par Rembrandt, 1634. Les gendarmes de Saint-Tropez enquêtent sur le vol d'un tableau de l'artiste au musée de l'Annonciade.

Après son service, Cruchot fait les courses avec sa fille, qui n'a plus le droit de sortir sans lui. Ils rencontrent Christophe Boiselier, ami de Nicole, et ses parents. Nicole est contrainte d'impliquer son père dans son mensonge et le supplie de se faire passer pour un milliardaire. Cruchot joue le jeu et accepte l'invitation à une réception mondaine. Le lendemain, sur le port, près du yacht, Nicole et son père, en tenues chics, attendent que Christophe viennent les chercher. Le paysan de la veille surgit pour rendre à Cruchot un grand paquet laissé dans le fossé. Sans s'en rendre compte, Cruchot se retrouve face au yacht des voleurs, le Rembrandt dans ses mains, sous le regard incrédule de ceux-ci. Ludovic et Nicole plongent dans la voiture de Christophe dès son arrivée pour échapper à la vue de Merlot patrouillant sur le port.
Pendant le trajet, Cruchot découvre avec stupeur le contenu du paquet. À la villa des Boiselier, Cruchot fait illusion en « Archibald Ferguson » auprès des mondains locaux, alors que Nicole danse avec ses camarades. Il laisse le Rembrandt dans le bureau d'André-Hugues Boiselier, qui ne s'étonne pas de voir un milliardaire américain en possession d'un tel tableau. L'adjudant Gerber surgit alors, invité à la réception. Ludovic et Nicole le fuient. Cruchot l'évite comme il peut et Nicole part avec ses amis au large en Chris-Craft. Au détour d'une conversation, Gerber évoque avec Boiselier le vol au musée : la description de l'œuvre correspond à celle justement apportée par « Ferguson ». Cruchot a tout juste le temps d'embarquer le tableau et de quitter la villa. Gerber et Boiselier joignent alors en mer la fille de « Ferguson » pour tirer l'affaire au clair. Le mensonge de Nicole est dévoilé, l'obligeant à des explications à la gendarmerie. Pire, tentant de lier les éléments, Gerber conclut que Cruchot — jusqu'à présent le gendarme exemplaire selon lui — et sa fille ont délibérément monté un plan et une histoire de faux milliardaire pour dérober le Rembrandt à l'Annonciade. La brigade se lance à la traque du criminel Cruchot.

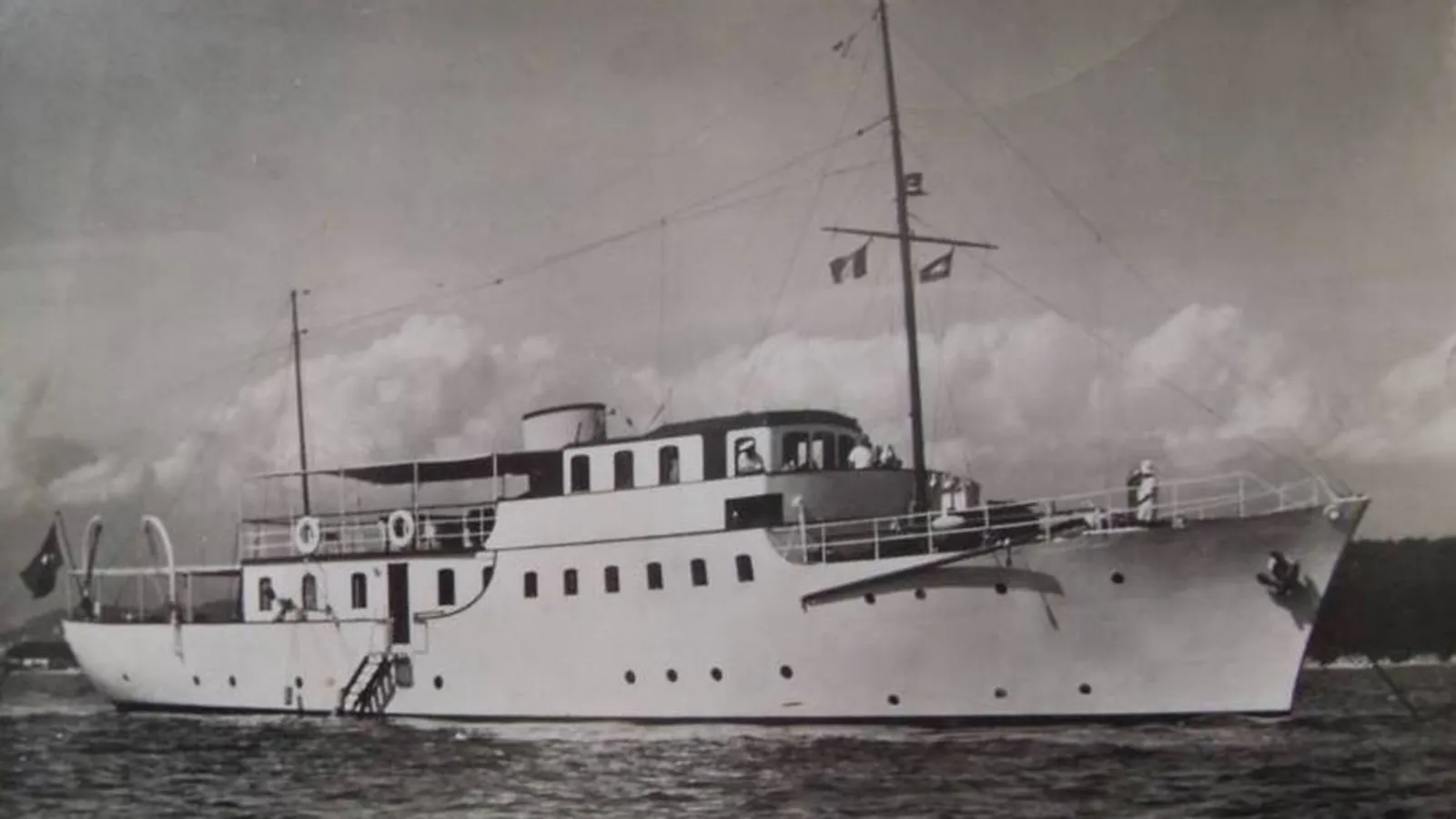
Cruchot est retenu prisonnier dans le yacht Olnico, repère des gansters américains sur le port de Saint-Tropez.

Entretemps, Cruchot est ramené sur le port par un ami de Nicole, ce qui l'oblige à monter dans « son yacht » pour sauver les apparences. Les bandits capturent ainsi le tableau et ce gendarme qui semblait les narguer depuis deux jours. À la gendarmerie, Nicole est libérée par Jean-Luc, Christophe et Richard, qui ne lui en veulent pas pour son imposture. Les jeunes partent aussitôt sur le port, comprenant que Cruchot est en grand danger. Il est en effet ligoté et prêt à être jeté par le fond. Avec ruse, Nicole et ses amis mettent hors d'état de nuire les hommes de main de Harpers. Le reste de la bande d'amis les rejoint, armé de tout et de rien. Harpers, acculé, prend Nicole en otage avec son revolver afin de pouvoir quitter le yacht. Cruchot remonte sur le pont avec, à la main, ses liens et le poids censé le couler. Tel Thierry la Fronde, il vise Harpers, le désarme et l'assomme. Cruchot et sa fille sont portés en triomphe par les jeunes sur le port. À l'adjudant Gerber toujours suspicieux envers lui, Cruchot remet fièrement le tableau et les coupables.
Quelque temps plus tard, le général Ludovic Cruchot parade sur le port de Saint-Tropez. La réussite de l'affaire du Rembrandt l'a mené loin. Dans la foule l'acclamant, sont présents Nicole et Jean-Luc, mariés, avec leurs jumeaux dans les bras.

## Fiche technique

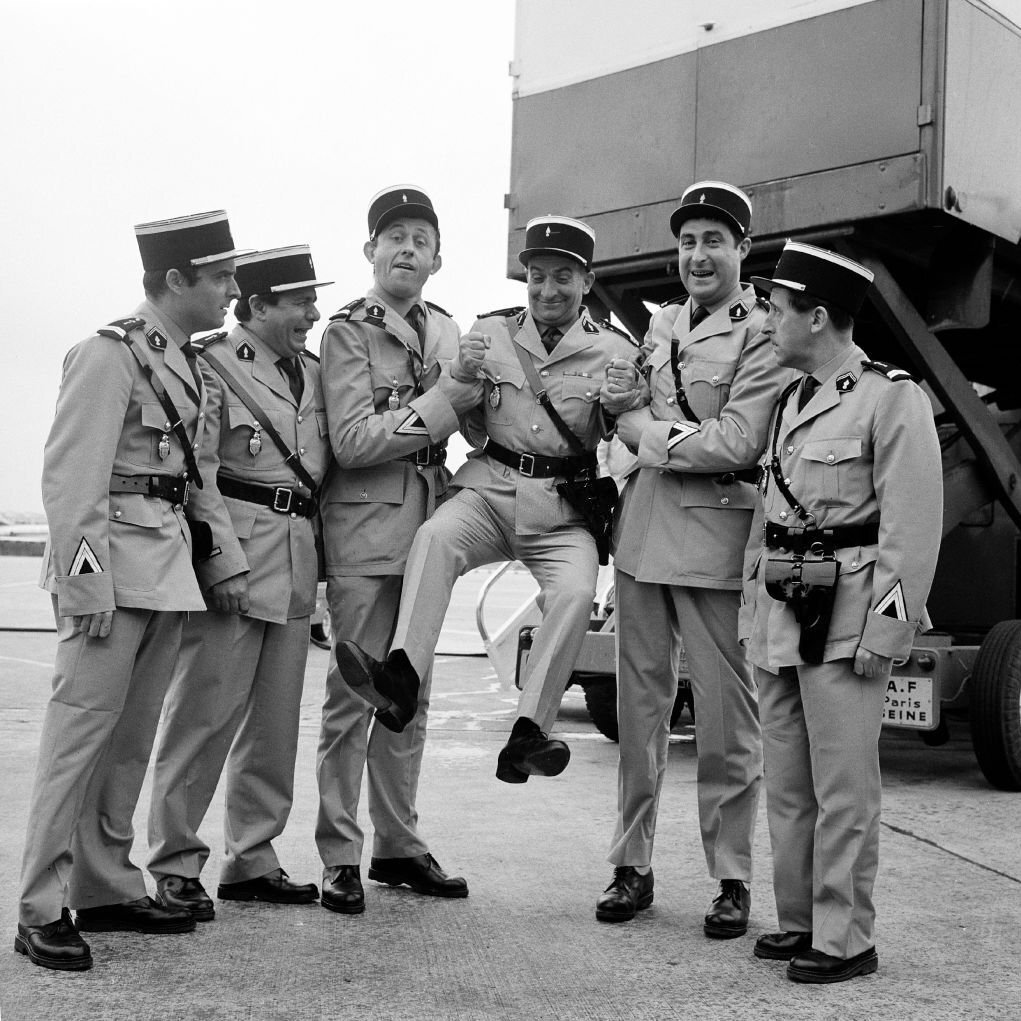
Michel Modo, Michel Galabru, Christian Marin, Louis de Funès, Guy Grosso et Jean Lefebvre lors du tournage du Gendarme à New York.

- Titre original français : Le Gendarme de Saint-Tropez
- Titre italien : Una ragazza a Saint-Tropez
- Réalisation : Jean Girault
- Assistants réalisateur : Jean Mylonas et Marc Simenon
- Scénario : Richard Balducci, Jacques Vilfrid et Jean Girault
- Photographie : Marc Fossard
- Montage : Jean-Michel Gautier et Jean Feyte
- Musique : Raymond Lefebvre
  - Douliou-douliou Saint-Tropez, chanson composée par Raymond Lefebvre et Paul Mauriat, écrite par André Pascal et chantée par Geneviève Grad.
- Décors : Sydney Bettex
- Son : Jacques Gallois (prise de son) et Bernard Bourgouin (montage)
- Photographe de plateau : Marcel Dole
- Effets spéciaux et cascades : Gil Delamare
- Producteurs : Gérard Beytout et René Pignères
- Sociétés de production : Société nouvelle de cinématographie (SNC) et Franca Films
- Société de distribution : Société nouvelle de cinématographie
- Budget : 1,35 million de francs[3],[a],[b] (soit environ 2,1 millions d'euros en 2024[4])
- Pays de production :  France et  Italie
- Langue originale : français
- Format : couleur (Eastmancolor) et noir et blanc — 35 mm — 2,35:1 (DyaliScope) — son mono
- Genre : Comédie
- Durée : 90 minutes
- Dates de sortie :
  - France : 9 septembre 1964
  - Italie : 1964
  - Belgique : 19 mars 1965
- Affiches : Macario Gómez Quibus (Espagne), Clément Hurel (France)

## Distribution
- La brigade de Saint-Tropez :
  - Louis de Funès : le maréchal des logis-chef Ludovic Cruchot
  - Michel Galabru : l'adjudant Gerber[note 2]
  - Jean Lefebvre : le gendarme Lucien Fougasse
  - Christian Marin : le gendarme Albert Merlot
  - Guy Grosso : le gendarme Gaston Tricart
  - Michel Modo : le gendarme Jules Berlicot

- Geneviève Grad : Nicole Cruchot, la fille de Ludovic
- France Rumilly : sœur Clotilde, la religieuse à la 2CV
- Nicole Vervil : Mme Cécilia Gerber, la femme de l'adjudant
- Claude Piéplu : André-Hugues Boiselier, riche tropézien
- Madeleine Delavaivre : Mme Boiselier
- Maria Pacôme : Mme Émilie Lareine-Leroy
- Martine de Breteuil : la duchesse d'Armentières
- Pierre Barouh : le gitan
- Giuseppe Porelli (VF : Jean-François Laley) : Mr Harpers
- Gabriele Tinti[note 3] (VF : Pierre Trabaud) : un homme de main de Mr Harpers
- Maurice Jacquin Jr.[note 4] : un homme de main de Mr Harpers
- Jean Droze : Lucas, un matelot du yacht (surnommé Mathurin par Nicole)
- Les jeunes de Saint-Tropez
  - Daniel Cauchy : Richard
  - Patrice Laffont : Jean-Luc
  - Franck Vilcourt : Christophe Boiselier, le fils à papa
  - Jean-Pierre Bertrand : Eddie
  - Pierre Gare : Daniel
  - Sylvie Bréal : Jessica
  - Norma Dugo : Aliette
  - Yveline Céry : Clotilde
  - Michèle Wargnier : Mylène
  - Claudia Lebail
- Fernand Sardou : le paysan au tracteur
- Jacques Famery : le prince oriental
- Paul Bisciglia : le conseiller du prince
- Jean Panisse : un bistrotier de Saint-Tropez
- Henri Arius : un pêcheur sur son bateau
- Jean Girault : le marchand de vêtements sur le port[c]
- Raoul Saint-Yves : Bishop, l'écrivain ivrogne à la fête des Boiselier
- Jean-François et Jean-Michel Taïs : les jumeaux de Nicole et Jean-Luc[5]

## Production et réalisation

### Genèse et développement

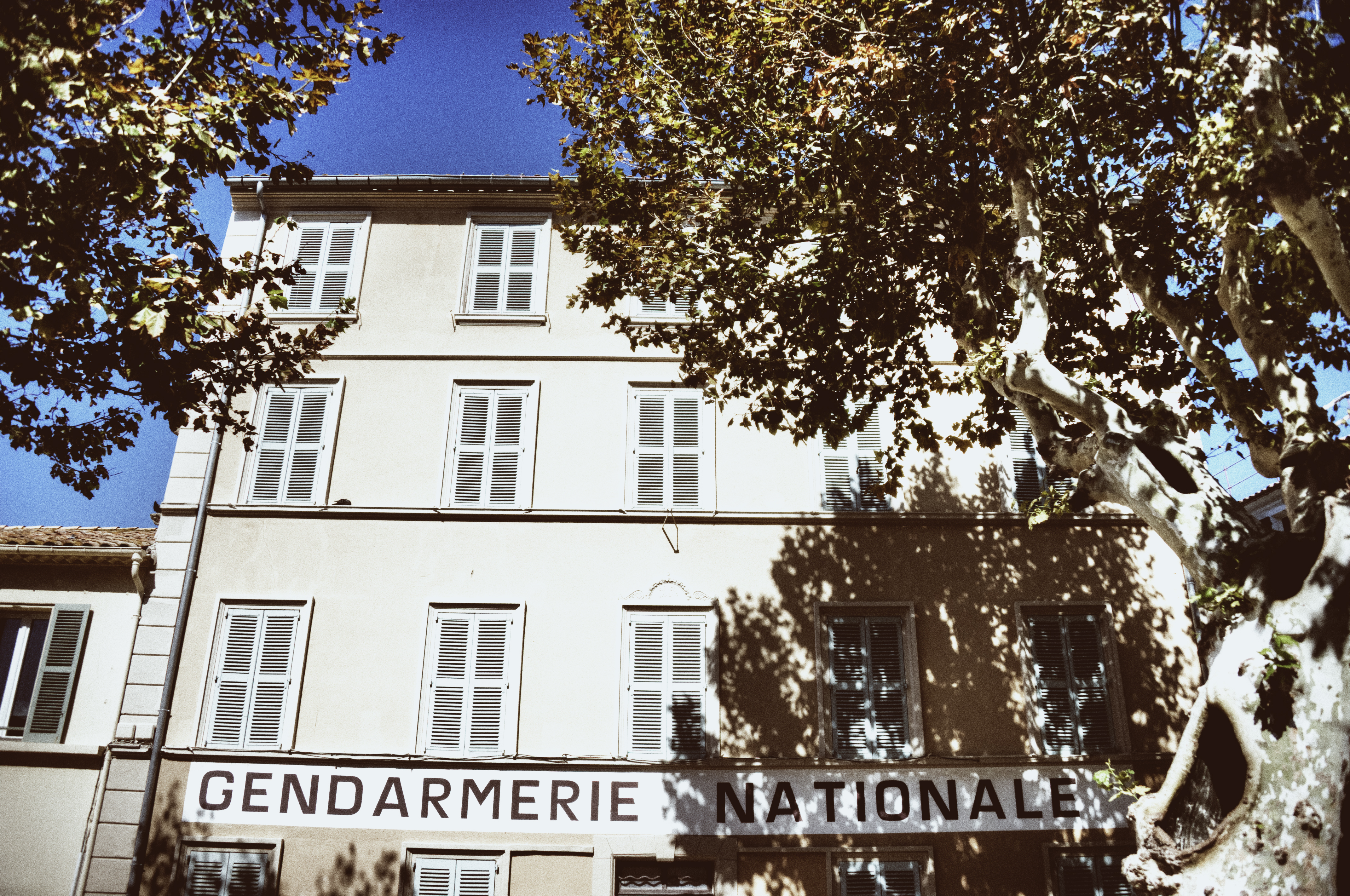
L'inspiration vient à Richard Balducci lors de sa venue mémorable à la gendarmerie de Saint-Tropez, après un vol subi dans les environs.

L'attaché de presse de cinéma Richard Balducci parcourt en décapotable la campagne entre Sainte-Maxime et Saint-Tropez, en repérages pour un nouveau scénario après Les Saintes Nitouches (1963),,. En s'éloignant de sa voiture pour observer une villa et admirer le panorama de Grimaud, il se fait voler sa caméra Beaulieu 16 mm, laissée sur l'un des sièges,,. Il va déposer plainte auprès de la petite brigade de gendarmerie de Saint-Tropez, place Blanqui,,. Il est accueilli par « un gendarme bedonnant assis à califourchon devant la porte », étonné qu'une victime effectue cette démarche à l'heure du déjeuner,,. L'agent lui explique ingénument connaître son voleur car les gendarmes l'ont raté quelques jours plus tôt et déclare ne rien pouvoir faire dans l'immédiat,. À la vue d'un tableau lumineux en train de clignoter, le brigadier indique qu'il s'agit d'alertes transmises depuis Toulon mais avoue nonchalamment ne plus y prêter attention,. À la fois énervé et amusé par cette rencontre insolite, Richard Balducci quitte la gendarmerie et promet de rendre célèbre une telle bande d'incompétents,,,.
Quelque temps plus tard, Balducci rédige un premier synopsis d'une dizaine de pages, enrichi de certaines caractéristiques de la vie tropézienne, avec une chasse aux nudistes, le port de Saint-Tropez et sa « faune », les cafés renommés et, s'inspirant d'un article de presse, le vol d'un tableau de maître,. Ayant été l'attaché de presse des films de Jean Girault Pouic-Pouic  (1963) et Faites sauter la banque (1964) avec pour interprète Louis de Funès, il confie sa mésaventure à ce dernier qui trouve le sujet excellent,. Le comique lui avance l'idée de confronter un gendarme sous-officier acharné, atrabilaire et obséquieux et un autre, débonnaire et depassé ; il ajoute un détail décisif, le second serait le supérieur hiérarchique du premier. À la même période, l'acteur mène sur scène la revue La Grosse Valse au sein de la troupe des Branquignols, où il tient le rôle d'un douanier zélé dans un aéroport, déjà servile avec son supérieur bonne pâte incarné par Pierre Tornade et intraitable avec ses subordonnés joués par Grosso et Modo,. Il va puiser dans ce spectacle l'inspiration pour son personnage de Ludovic Cruchot et la brigade de Saint-Tropez,.
| Portrait noir et blanc d'un jeune aux grandes lunette, la main dans ses cheveux frisés.                                                 |  | Portrait noir et blanc d'un homme grassouillet faisant la moue, tenant de travers sa cravate. |
| Comme pour Pouic-Pouic, les producteurs auraient préféré Darry Cowl ou Francis Blanche dans le premier rôle, plutôt que Louis de Funès. |  |                                                                                               |

Richard Balducci s'associe au réalisateur Jean Girault et son coscénariste Jacques Vilfrid pour concevoir le film,. Initialement, Girault ne parvient pas à convaincre de producteurs, réticents pour des raisons opposées : Bourvil, en gendarme dans Le Roi Pandore (1949), a essuyé un échec, tandis que Jean Richard, héros du Gendarme de Champignol (1959), a connu un succès jugé improbable à reproduire. Les financiers estiment Louis de Funès pas vraiment bankable et demandent à Girault de proposer le rôle principal à Darry Cowl ou à Francis Blanche, qu'il a employé avec succès dans Les Pique-assiette (1960), Les Moutons de Panurge (1961), Les Livreurs (1961) et Les Bricoleurs (1963), tandis que Vilfrid a écrit Le Triporteur (1957),. Les mêmes têtes d'affiche leur avaient d'ailleurs été réclamées pour Pouic-Pouic. Cowl et Blanche déclinent l'offre,. Louis de Funès a néanmoins l'avantage de ne pas être très cher. Raymond Danon des Films Copernic, distributeur de Pouic-Pouic et producteur de Faites sauter la banque, est sollicité mais exige le noir et blanc comme pour les deux films précédents. Les auteurs tiennent à la couleur, à même de retranscrire la lumière et l'ambiance tropéziennes, bien qu'elle représente un surcoût de 150 000 francs. C'est encore un luxe réservé aux grandes productions, d'autant plus que la comédie est alors cantonnée en France aux moyens les plus réduits.

La Société nouvelle de cinématographie accepte de produire le film dans les conditions imposées par Jean Girault et Jacques Vilfrid.

Girault et Vilfrid trouvent finalement pour producteurs René Pignères et Gérard Beytout de la Société nouvelle de cinématographie, qui acceptent le premier rôle à Louis de Funès et le tournage en couleurs,. À cette époque, la SNC dispose de fonds avec la rentable distribution de la trilogie des Sissi et la production du très remarqué À bout de souffle. Selon la pratique du moment, la SNC coproduit avec un partenaire européen, la société italienne Franca Films. Un modeste budget de 1,35 million de francs est alloué,,. Balducci tempère en parlant d'un « budget moyen », avec tout de même d'importants frais engagés dans les défraiements puisque toute l'équipe, techniciens comme comédiens, étaient de Paris. Le projet est annoncé par la presse spécialisée le 31 juillet 1963, jour du 49e anniversaire de Louis de Funès,.
L'équipe rassemble des artistes et techniciens pour la plupart issus des précédents films de Girault et Vilfrid. Le trio de scénaristes se répartit les tâches : Girault s'occupe à préparer sa mise en scène, Vilfrid s'attache aux dialogues et Balducci construit le scénario. Suivant de près l'écriture, Louis de Funès apporte quelques idées, dont l'intervention d'une religieuse en Citroën 2 CV. L'aventure de la voiture volée par la fille et rapportée par le père est peut-être tirée d'un scénario proposé par Maurice Régamey à l'acteur,,. Marc Fossard tient le poste de directeur de la photographie, après l'avoir été sur Pouic-Pouic. Jean-Michel Gautier a monté presque toutes les créations de Girault et Vilfrid jusqu'alors. Devenant des collaborateurs attitrés du réalisateur, Sydney Bettex conçoit les décors et Raymond Lefebvre la musique. Christiane Vilfrid, l'épouse du scénariste, officie comme scripte,.
La direction de la Gendarmerie nationale, lorsque le réalisateur la sollicite durant la préparation du film, demande d'abord la censure du ministère des Armées. L'institution voit d'un mauvais œil cette pantalonnade — par ailleurs menée par des auteurs et comédiens de seconde zone — pouvant atteindre l'autorité et la crédibilité des gendarmes et les ridiculiser. Au fil des semaines suivantes, les échanges cordiaux avec la production rassurent finalement la Gendarmerie, qui donne son aval au film et apporte son aide à la réalisation, à condition d'une mention au générique de début,. L'uniforme des personnages reprend le véritable, dans sa version d'été dite « couleur sable », à l'exception des galons présents à la fois sur l'épaule et la manche et d'erreurs dans le port des décorations.

### Attribution des rôles

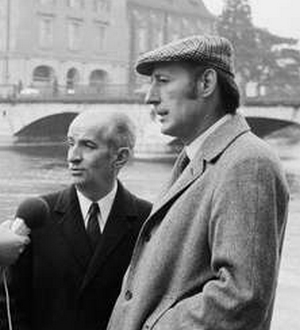
Louis de Funès et Jean Girault en 1970, faisant la promotion en Suisse du quatrième Gendarme.

Louis de Funès tient le rôle principal du maréchal-des-logis-chef Ludovic Cruchot, conçu pour lui par les auteurs, avec son implication dans l'élaboration du scénario,,. Le film exploite pleinement son personnage de « petit chef » râleur et antipathique, lentement mûri dans de nombreux petits rôles,. Depuis une dizaine d'années, il s'est imposé comme un second rôle de prestige dans de grosses productions, après que le public l'a remarqué dans La Traversée de Paris (1956), et la tête d'affiche de petites comédies, dont dernièrement Pouic-Pouic  (1963) et Faites sauter la banque (1964), en parallèle de ses triomphes au théâtre,. Il négocie un cachet de 60 000 francs et s'engage pour trois films avec le producteur Gérard Beytout. Pour la première fois, il obtient aussi un droit de regard sur le scénario et la distribution, donnant son avis sur le choix des acteurs l'entourant, pour la plupart déjà côtoyés sur scène ou à l'écran,. Aussitôt après Le Gendarme de Saint-Tropez, il enchaîne avec Fantomas et Le Corniaud : ces trois films tournés durant l'été 1964, celui de ses cinquante ans, en font tardivement la nouvelle vedette comique française et le champion du box-office,,,.

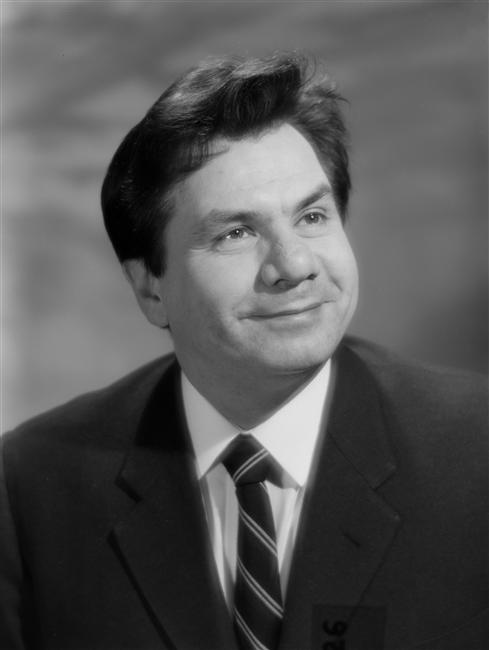
Michel Galabru tient le rôle de l'adjudant Gerber, envisagé pour Pierre Mondy.

Le rôle de l'adjudant Gerber est d'abord attribué à Pierre Mondy, notamment complice de la vedette dans Ni vu, ni connu (1958) et apparu dans plusieurs films de Girault,,. Il est toutefois retenu au théâtre ou aurait été évincé par Jeanne de Funès, l'épouse de l'acteur. Louis de Funès demande donc Michel Galabru, croisé dans une scène de Nous irons à Deauville (1962) et plusieurs dramatiques radios. Il a récemment eu du succès avec un rôle de parent dans La Guerre des boutons (1962),. Ce dernier raconte souvent dans ses spectacles, livres ou interviews, une anecdote à propos de son embauche : au cours d'ennuyeuses vacances avec sa femme à l'hôtel de la Ponche à Saint-Tropez en mai 1964, il surprend du balcon de sa chambre une conversation à la terrasse entre les producteurs du film déclarant ne vouloir « que des ringards » autour de Louis de Funès, afin de ne pas trop les payer ; de retour à Paris, Galabru reçoit la proposition et comprend être de ces « ringards » pour lesquels il avait eu une pensée compatissante,,,,. Il accepte ce film « alimentaire » pour un cachet de 6 000 francs et revient à Saint-Tropez avec dépit,. Le triomphe inattendu du film va néanmoins lui permettre de devenir un second rôle demandé du cinéma français.
Plusieurs fois vu aux côtés de Louis de Funès depuis La Belle Américaine (1961), Jean Lefebvre prête sa mine triste et son air perdu au gendarme Fougasse. Il est alors pratiquement au même niveau de célébrité que l'acteur principal, depuis son second rôle remarqué dans Les Tontons flingueurs (1963),. Précédemment valet dans Pouic-Pouic, Christian Marin est recruté pour le rôle du gendarme Merlot. Lors des représentations de La Grosse Valse, Louis de Funès propose à ses partenaires Guy Grosso et Michel Modo de rejoindre cette équipe de gendarmes, respectivement pour les rôles de Tricart et Berlicot,. Modo précise : « Jean Girault ne nous aimait pas parce que nous étions trop proches de Louis (…) qui nous avait imposés à la place d'autres comédiens ». Auteur d'une monographie sur Le Gendarme, Sylvain Raggianti reconnaît qu'« au début, personne n'y croyait. Les comédiens allaient juste cachetonner ».

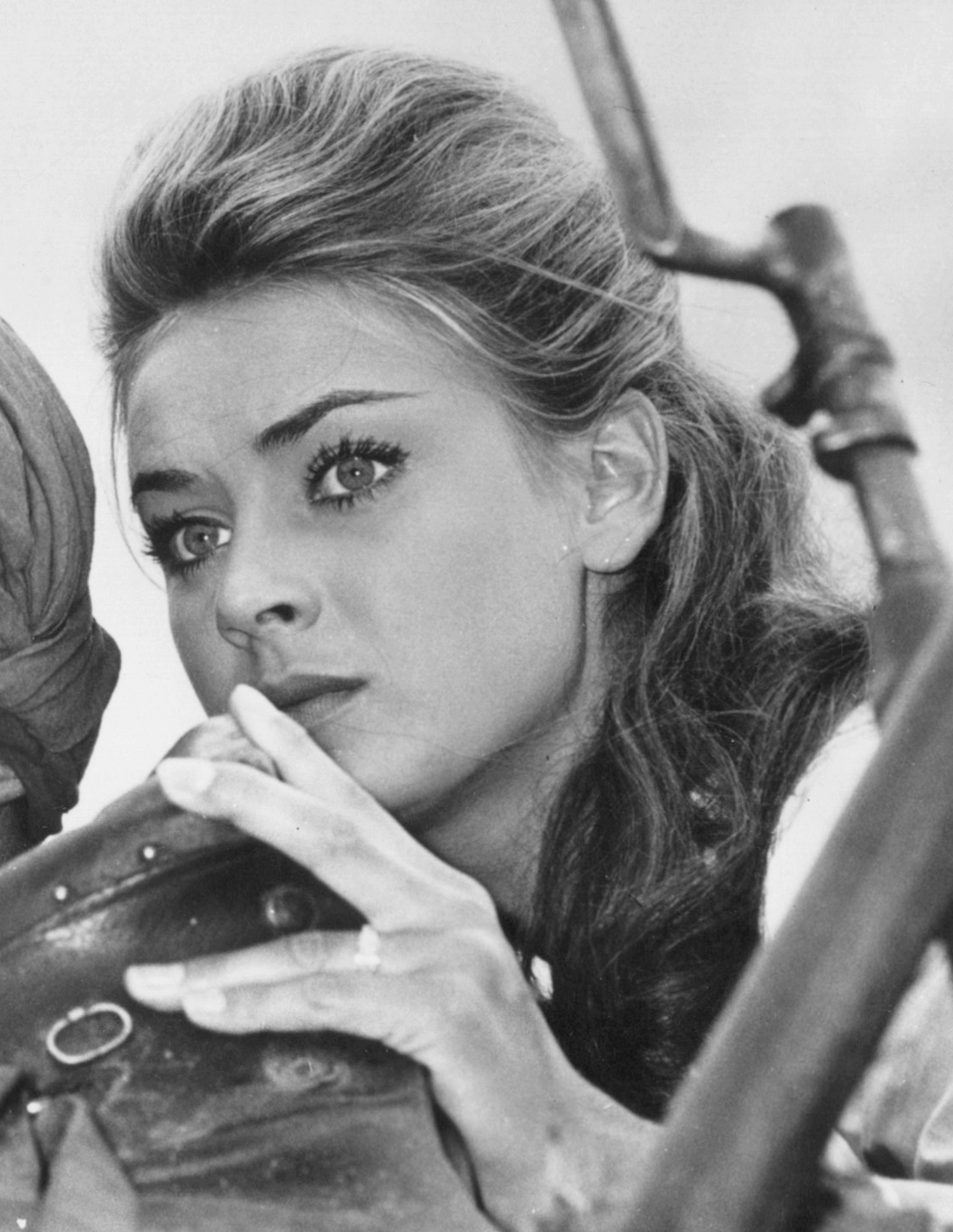
Geneviève Grad, ici en 1963, incarne Nicole, la fille du Gendarme, et chante Douliou-douliou Saint-Tropez.

La jeune première Geneviève Grad incarne Nicole Cruchot, la fille du Gendarme, et fête ses vingt ans dans les derniers jours du tournage,. Elle avait joué avec Louis de Funès dans Le Capitaine Fracasse (1961),. Afin de composer la bande de jeunes tropéziens, Jean Girault recrute des élèves dans les cours parisiens, dont celui d'Yves Furet,. Ces comédiens débutants passent ensuite des auditions aux studios de Boulogne, au printemps 1964. Patrice Laffont, fils de l'éditeur Robert Laffont, décroche le rôle de Jean-Luc, modestement rétribué 2 000 francs et oublié au générique,. Fort d'une trentaine de films, Daniel Cauchy, le plus âgé d'entre eux, encadre le groupe, autant à l'écran que sur le tournage,. Dans ce cadre idyllique, cette troupe se révèle indisciplinée et peu encline au travail,. Parmi eux, seul Jean-Pierre Bertrand, jouant Eddie, réapparaît dans les suites.
Claude Piéplu, déjà apparu dans Faites sauter la banque, interprète le mondain Boiselier, dans la lignée de ses rôles habituels de notables ou responsables officiels,. La veuve joyeuse Lareine-Leroy est campée par Maria Pacôme, épouse de Louis de Funès dans Oscar au théâtre. La coproduction amène deux acteurs italiens : Giuseppe Porelli dans le rôle du criminel et Gabriele Tinti en tant qu'homme de main. Louis de Funès attribue le rôle de la religieuse en 2 CV à France Rumilly, qui jouait sa fille dans Les Veinards (1963), après avoir auditionné une de ses camarades du Conservatoire,. Mariée à un membre des Branquignols, Nicole Vervil, aperçue dans deux autres films de Girault, endosse le rôle de Mme Gerber,. Déjà vu chez Marcel Pagnol, l'ancien chansonnier Fernand Sardou offre son accent méridional au personnage du paysan à qui Cruchot emprunte le tracteur. Jean Droze, visage de la famille de cinéma funésienne, bientôt son bras droit dans Le Corniaud, apparaît dans un petit rôle de matelot sur le yacht des malfrats,. Les bébés de Nicole et Jean-Luc, à la fin du film, sont les jumeaux d'un boulanger tropézien de la rue Clémenceau.

### Tournage

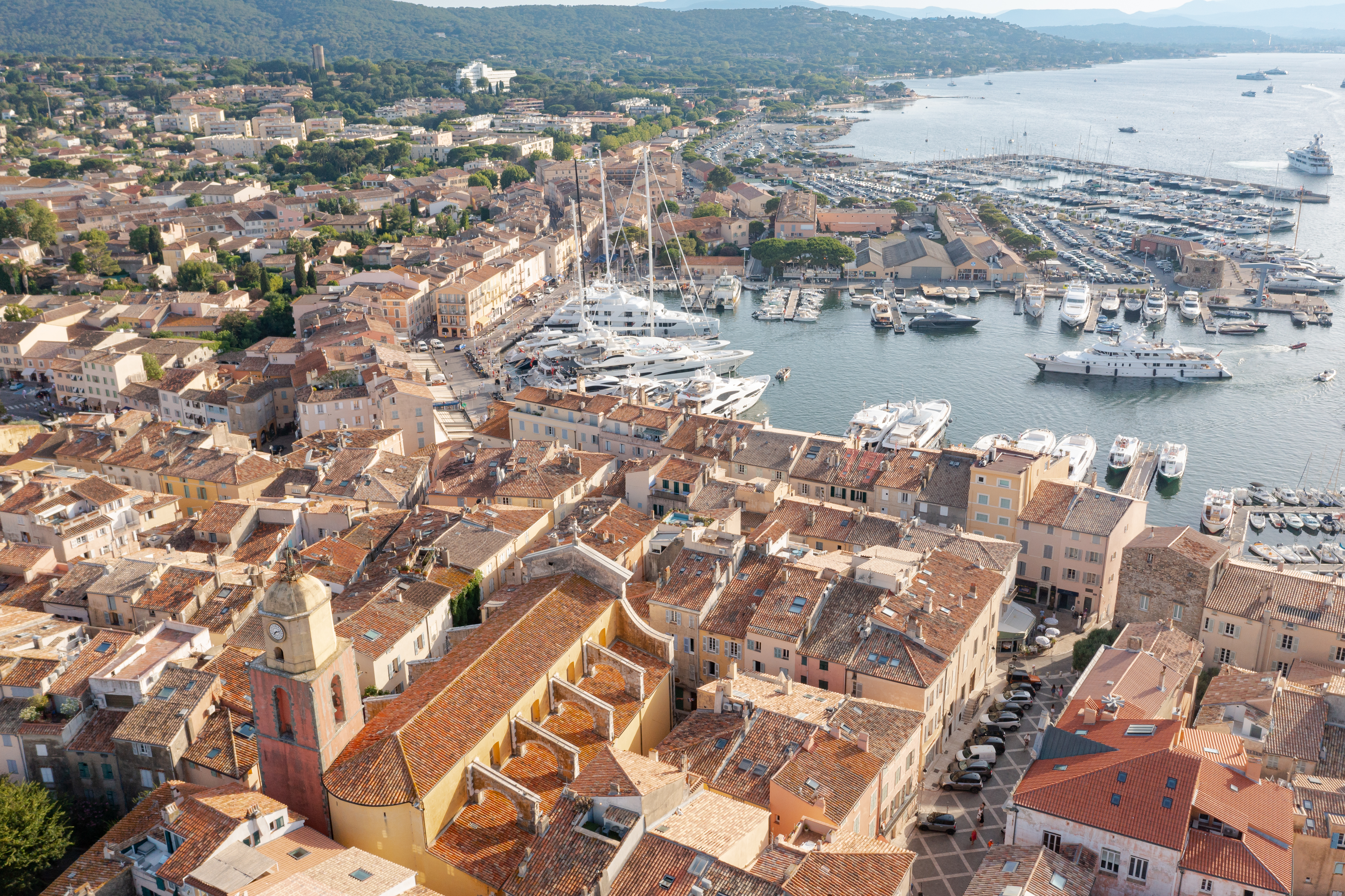
Saint-Tropez et son port, cadre principal de l'action.

Le tournage du Gendarme de Saint-Tropez s'étend de fin mai au 8 juillet 1964, soit cinq semaines et demi de travail,,. Les prises de vues sont filmées au format scope avec le procédé DyaliScope, un luxe supplémentaire avec la couleur. L'essentiel des prises de vues est réalisé en extérieur, Jean Girault reprenant la pratique lancée par les réalisateurs de la Nouvelle Vague et ralliée par le cinéma grand public. Plus de la moitié des plans du film est tournée dehors. Les intérieurs sont tournés aux studios de la Victorine à Nice, en particulier ceux de la gendarmerie reproduisant la vraie décoration du bâtiment,,. La mauvaise insonorisation des studios et leur proximité de l'aéroport perturbent fortement ces journées de tournage.
À Saint-Tropez, le tournage prend place à l'extérieur de la véritable gendarmerie visitée par Richard Balducci,,,. Parmi les premières scènes figurent celles sur le port de Saint-Tropez, dont le défilé du général Cruchot à la fin du film,. Cette parade des gendarmes se fait avec le concours de la population locale, des fanfares, majorettes et groupes folkloriques tropéziens,,. Le réalisateur s'inspire et profite de la Bravade de Saint-Tropez, fête provençale organisée à la même période,. Plusieurs personnalités fréquentant la cité prennent part à la figuration dans la foule : les réalisateurs Roger Vadim, Claude Chabrol et le producteur Raoul Lévy. Cela devient ensuite une tradition sur les films ultérieurs de commencer chaque tournage par le défilé final sur le port,.
Le film exploite les ruelles, places, et points de vue de la cité, tels que la place des Lices, la porte du Revelen ou la place des Remparts,,. L'équipe investit aussi de nombreuses routes et paysages de l'arrière-pays tropézien, notamment à Gassin, Ramatuelle et La Croix-Valmer,,,,,,. La villa des Boiselier est en fait l'hôtel La Pinède, donnant sur la plage de La Bouillabaisse,. Les scènes des nudistes sont filmées sur la plage de Tahiti, tout comme, aux abords, la pêche aux oursins entre les rochers et la partie de pétanque sous les pins de La Capilla,. La nudité des figurants est d'ailleurs uniquement montrée de dos, pour ne pas heurter le public de l'époque. La production loue à l'héritier Bauche le yacht Olnico, habituellement amarré au Vieux-Port de Cannes, pour le bateau des malfrats américains dans le port de Saint-Tropez,.

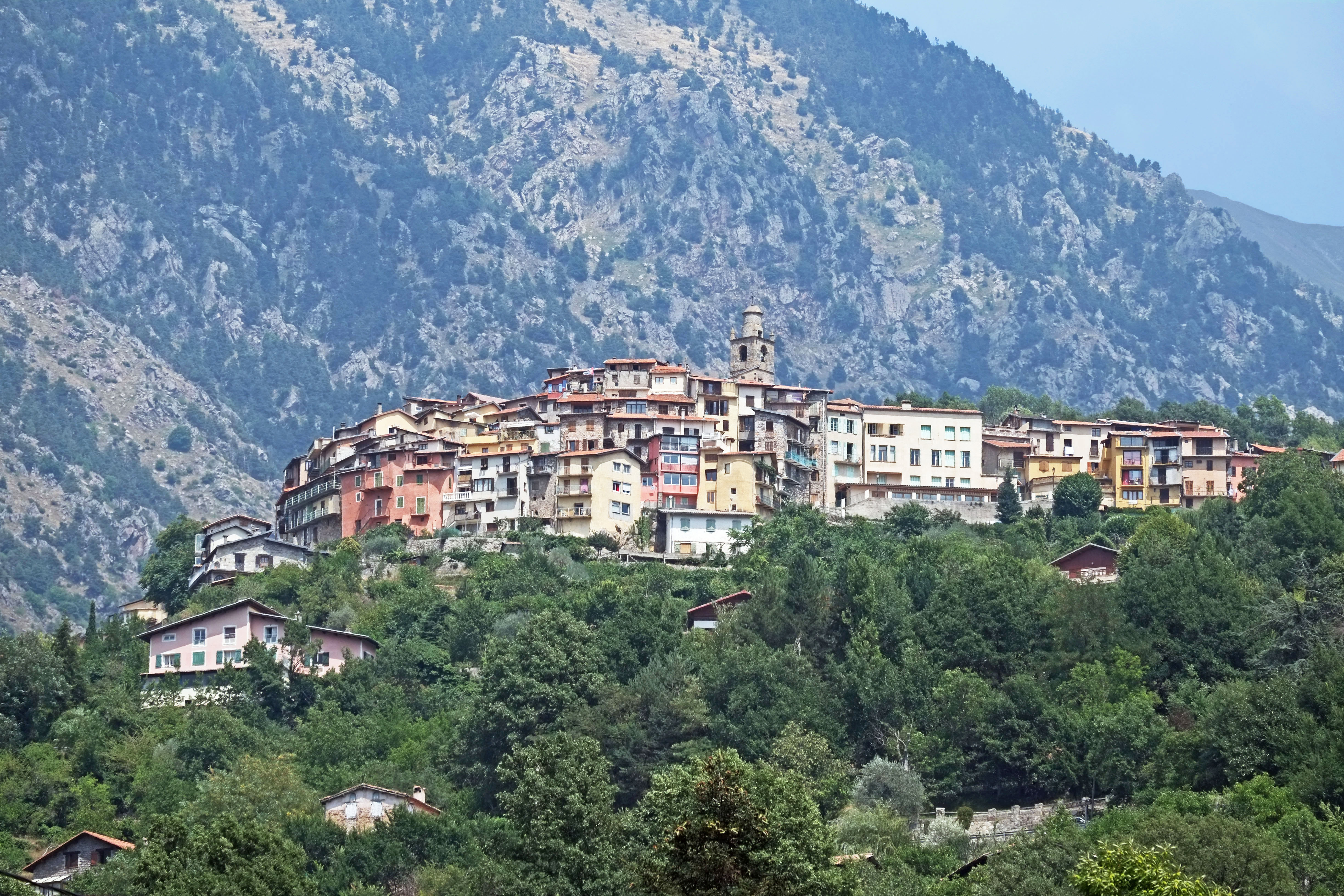
Le décor du village où Cruchot est gendarme avant sa mutation est Belvédère dans les Alpes-Maritimes.

Les scènes d'ouverture dans le village des Hautes-Alpes lorsque Cruchot est simple gendarme sont en réalité tournées à Belvédère dans les Alpes-Maritimes,,,. Marc Fossard, le directeur de la photographie, redoute que le temps gris de ce village perché pâtisse sur la pellicule couleur et propose de filmer cette première séquence en noir et blanc,. Il consulte le monteur Jean-Michel Gautier, qui en avise Jean Girault, lequel en parle à Louis de Funès : l'équipe s'accorde à mettre en boîte le début selon cette idée, la couleur n'apparaissant qu'à l'arrivée à Saint-Tropez. Problème inverse sur la côte d'Azur, Fossard a également du mal à composer sa photographie avec la forte lumière tropézienne. L'éclat du ciel bleu méditerranéen écrase le visage des acteurs à l'image. Le chef opérateur fait installer des panneaux reflétant cette lumière latéralement. Ce stratagème gêne Louis de Funès car toute cette lumière concentrée sur son visage l'oblige à cligner des yeux. Fossard explique que l'acteur lui en aurait alors voulu de ne pas avoir su mettre en valeur ses yeux bleus, au point de ne pas le réengager sur la suite.

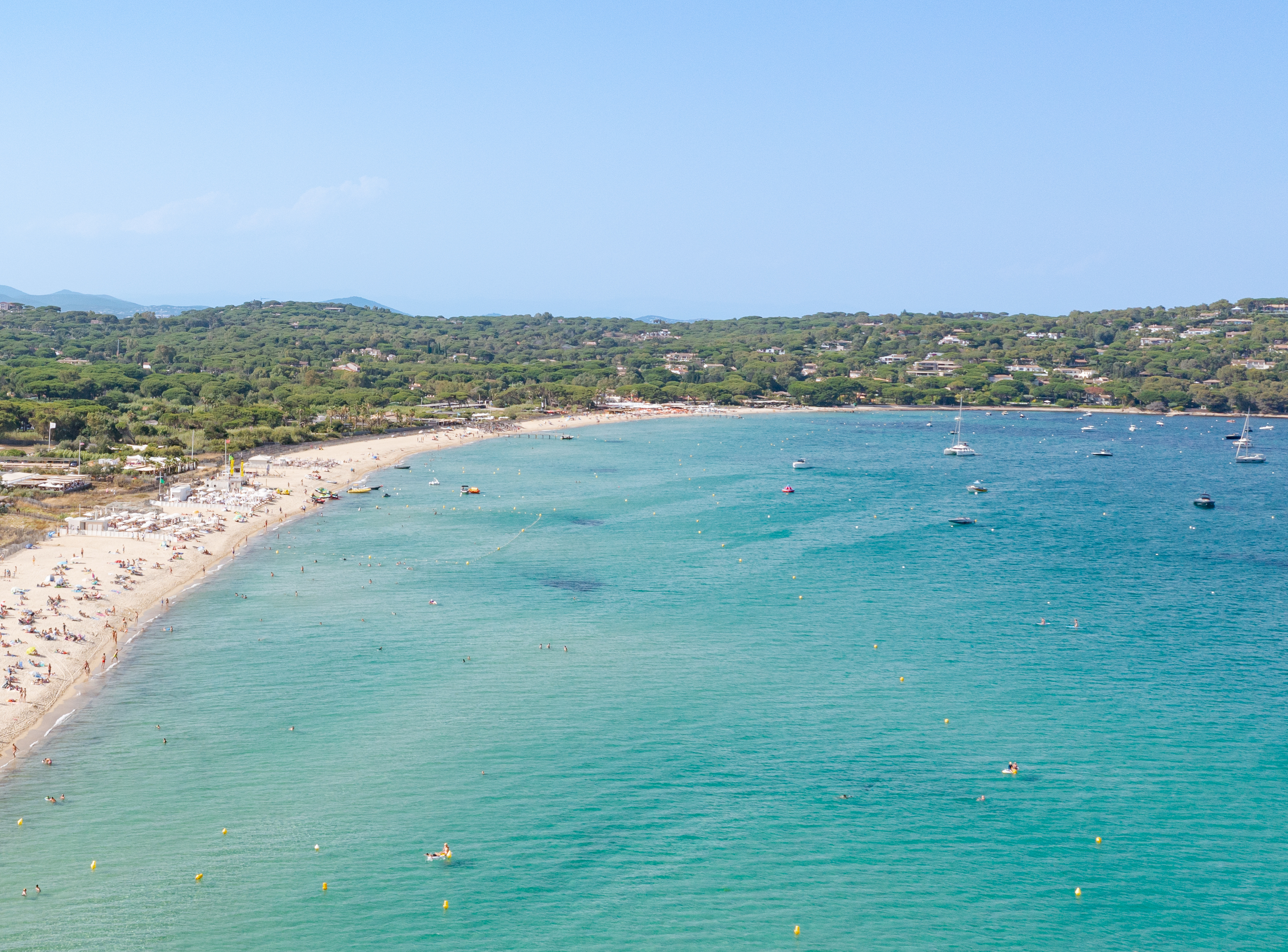
La plage de Tahiti à Ramatuelle, au pied de la presqu'île de Saint-Tropez.

Dans ce cadre de vacances, la bande de jeunes est très turbulente, ne pense qu'à la fête et néglige le tournage, au grand agacement de Louis de Funès,. Le groupe oublie les recommandations des maquilleurs de ne pas bronzer (au risque d'apparaître gris sur la pellicule) et emboutit même deux voitures de la production,. Pour leurs aînés, l'ambiance du tournage est aussi détendue, ce petit film sans ambitions étant sans enjeu. Jean Girault laisse une grande liberté à sa distribution et accepte aisément de modifier le scénario pour incorporer les improvisations, idées ou suggestions de ses acteurs. Il élabore un cadre et un éclairage larges pour permettre à ses comédiens d'évoluer sans se sentir trop restreints. Seules les limites techniques peuvent laisser le dernier mot à Jean Girault, par ailleurs reconnu pour ses qualités de technicien : il réclame seulement que soit respectée la cohérence du montage. Grâce à une rigoureuse préparation technique, il travaille vite et livre trois à cinq minutes utiles de film par jour. Les six comédiens des gendarmes sont sur un pied d'égalité, se connaissent déjà et font tous partie du même monde de la comédie à la française. Ils se retrouvent à la projection des rushes, où ils peuvent exprimer librement leur avis sur les plans et d'éventuelles modifications à apporter. Preuve de cet esprit de concertation, certaines scènes sont retournées pour tenir compte de ces discussions.
Louis de Funès n'a pas l'ascendant sur ses partenaires, sur le tournage autant qu'à l'image dans les scènes collectives. Le tournage est l'occasion pour lui d'améliorer de nombreuses scènes. Par exemple, dans l'arrivée sur le port, il ajoute la réflexion « Ne vous fatiguez pas » à Fougasse et Merlot s'apprêtant à saluer Nicole, puis l'involontaire « Garde à vous ! » qu'il lance à sa propre fille. Il complète la séquence de la partie de pétanque par un numéro de colère de Cruchot envers Fougasse et Merlot, et invente la réplique : « Je vous le dis sans haine, mais vous me le paierez très cher. Mais alors très cher. Garde à vous ! »,. Il serait aussi derrière la trouvaille de désigner le gendarme envoyé au milieu des nudistes avec la chanson Une poule sur un mur, une scène qui prend deux jours à être tournée à cause de nombreux fous rires. Jean Girault lui permet de collaborer à la mise en scène et au montage. Les deux se rejoignent dans leur vision de la fonction de réalisateur comique : ce dernier ne doit que guider l'acteur — qui sait précisément comment provoquer les rires du public — et le laisser créer sans entraves. Ainsi, Girault laisse une grande liberté à son acteur vedette et ami, expliquant a posteriori : « Louis, c'est le moteur, un moteur pétaradant aux reprises nerveuses ; moi, je suis le frein ».

« Pour Le Gendarme de Saint-Tropez, on ne m'a pas donné des moyens américains, mais je dois reconnaître que les producteurs ont fait un gros effort. Malgré cela, il m'a fallu tourner très vite, sans possibilité de refaire des plans après la projection des rushes. C'est le grand désavantage que nous avons en France.
Élément dont devraient tenir compte, à mon sens, les critiques spécialisés : lorsque vous-mêmes, aux Cahiers du cinéma, vous parlez avec beaucoup d'enthousiasme de Jerry Lewis par exemple, pensez qu'il a pu, lui, retourner des séquences entières de son film. Il a le droit de se tromper. Peu importe… Personne ne verra le premier jet. Nous, au contraire, nous sommes condamnés sans appel. Si la scène n’est pas bonne, elle sera malgré tout dans la salle.
N’oubliez pas non plus que le film comique, à gags, n'est pas un cinéma-vérité, que l'on peut faire en équipe réduite, au 120 m et sans son direct. Pas question, ici, de cacher la caméra. Tout cela coûte évidemment très cher et, malheureusement, nos producteurs ne sont pas des mécènes. Pour Les Gorilles, même chose, six semaines de tournage. Il en faudrait sept, qu'y faire ? C'est déjà beau, ces six semaines. »

— Jean Girault interrogé sur ses conditions de tournage par les Cahiers du cinéma en 1964.

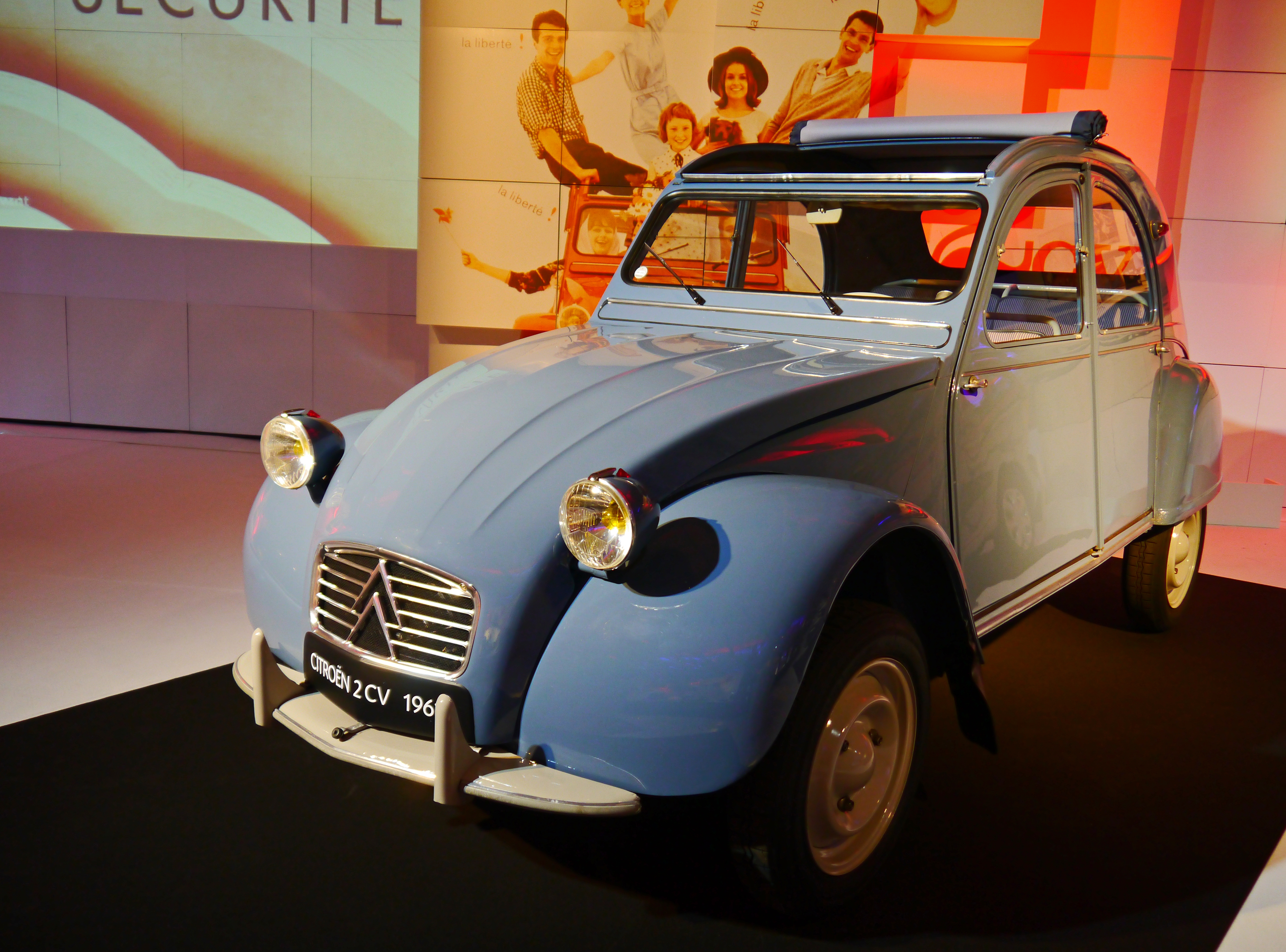
Le cascadeur Gil Delamare pilote la Citroën 2 CV de la religieuse, ainsi que la Ford Mustang des truands.

Les scènes automobiles les plus complexes sont réglées et effectués par le cascadeur Gil Delamare. Il pilote notamment la furieuse voiture de la bonne sœur, une Citroën 2 CV AZA de 1963. Le gag de cette religieuse myope et folle du volant est une idée de Louis de Funès,. Ces plans de cascades sont ensuite entremêlés au montage d'autres prises d'extérieur où France Rumilly conduit la voiture, ainsi que des plans de Louis de Funès et l'actrice tournés plus tard en studio devant une transparence,. La jeune actrice tourne ses scènes sans avoir le permis de conduire,.
Il s'agit de la première apparition de la Ford Mustang au cinéma, avant Goldfinger la même annee,,. Le réalisateur désirait une voiture exotique et encore méconnue du public. L'exemplaire du film, destiné aux services internes de Ford à des fins de promotion, est l'un des premiers sortis d'usine, en mars 1964,. C'est un modèle de présérie, dérivé d'une Ford Falcon, dans lequel la jante du volant, le levier de vitesse et les insignes sont plus petits que dans le modèle final et dont la taille est plus basse,. Avant le tournage, il avait brièvement été la possession d'un membre de la jet set azuréenne et avait servi à transporter des célébrités lors du festival de Cannes 1964. Passée par la Belgique, la voiture possède ainsi de fausses plaques d'immatriculation belges sur le tournage ; dans le film, il n'y même pas de plaques mais des numéros peints en rouge, qui changent d'ailleurs entre certaines scènes,. La production ajoute une poignée de maintien à l'avant, côté passager, pour permettre aux comédiens de mieux se tenir dans les scènes mouvementées, d'autant plus que la voiture n'a pas de ceintures,. Enfin, la SNC acquiert une Oldsmobile F-85 Cutlass décapotable de 1963 pour la parade finale du général Cruchot sur le port,,.

### Bande originale

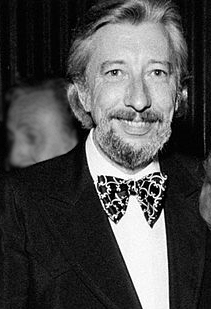
Raymond Lefebvre, compositeur de la bande originale de tous les films du Gendarme, ici en 1972.

Raymond Lefebvre compose la bande originale du Gendarme de Saint-Tropez,,,,. Ayant uni ses forces avec Paul Mauriat dans la composition pour le cinéma au début des années 1960, il avait mis en musique avec lui Faites sauter la banque de Jean Girault,,. La nouvelle comédie de Girault nécessite d'écrire avant le tournage une chanson moderne pour le personnage de Nicole Cruchot,. Le reste de la musique du film doit être composé plus tard.
Pour les besoins du tournage, Raymond Lefebvre et Paul Mauriat élaborent donc la chanson Douliou-douliou Saint-Tropez, interprétée par Geneviève Grad lors d'une scène de bar avec la bande de jeunes,. André Pascal en écrit les paroles,. Anne Germain fait partie des chœurs. En pleine période yéyé, Lefebvre et Mauriat collent au plus près des modes musicales du moment, en livrant un twist,,,,. À l'époque, les nouvelles danses américaines arrivent en France à une fréquence effrénée, obligeant les idoles à se mettre régulièrement à jour ; ainsi, la chanson du film se rattache précisément au genre éphémère du Hully-Gully. Lors du tournage, le pianiste donnant le rythme — la musique n'étant pas encore enregistrée — fait des fautes de mesures lorsque Geneviève Grad chante : Lefebvre est obligé de conserver ces erreurs lorsqu'il enregistre le morceau, pour que le son colle à l'image. Il s'en amuse a posteriori, déclarant : « Ça, c'est la seule fois de ma vie où il m'est arrivé de faire un truc pareil ! ».
À l'instar du film, la chanson remporte un grand succès,. Le titre connaît ensuite une notoriété internationale par sa reprise par la chanteuse québécoise Jenny Rock en 1965,.

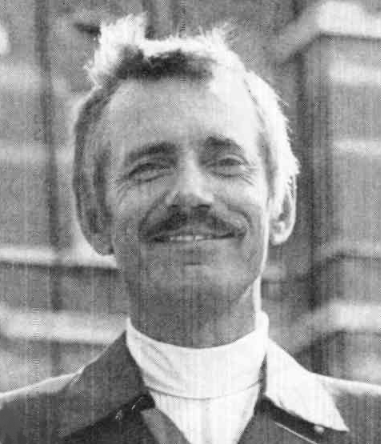
Paul Mauriat, ici en 1968, écrit avec Lefebvre Douliou-douliou Saint-Tropez mais refuse ensuite de travailler sur le reste de la musique.

Au moins d'août, le tournage achevé, Paul Mauriat, fatigué, refuse de composer le reste de la bande originale, pour privilégier ses vacances,,,. La sortie est prévue pour septembre. Bien qu'appréciant ce petit film, Raymond Lefebvre n'est pas non plus emballé par la tâche — qui plus est seul — et souhaite aussi profiter de l'été dans sa maison récemment acquise dans l'Oise,. De plus, les retombées commerciales de Faites sauter la banque avaient été décevantes pour eux,,. Enfin, il serait compliqué de réunir un orchestre alors que tous les musiciens parisiens sont en vacances,,. Le réalisateur supplie Lefebvre « de ne surtout pas le laisser tomber »,,,. Il finit par accepter de secourir Girault, en exigeant de pouvoir travailler depuis sa villégiature,,,.
Raymond Lefebvre écrit la musique du film en quelques semaines dans le jardin de sa maison de campagne, sans piano,,,. Un assistant lui livre les épreuves de tournage et les minutages requis,,,. Parmi les indications du réalisateur, Lefebvre explique qu'« à chaque gag visuel, Girault voulait un grand « boiiing » à la guitare comme s'il faisait du dessin animé en live ! »,. Du fait de la présence des jeunes et des scènes de boîtes de nuit, Lefebvre, maître de l'easy listening, s'inspire pour certains morceaux des modes musicales de l'époque,,,. Le générique reprend Douliou-douliou Saint-Tropez en ne gardant que le refrain. Le thème de Nicole est un slow. Le générique, la chanson de Nicole et la musique de la fête des Boisselier Surf surprise-party appartiennent au courant de la surf music. La musique de l'arrestation des nudistes sur la plage est reprise dans les suites pour les séquences en 2 CV de la religieuse,.
Jean Girault demande une marche militaire pastichant la Marche du colonel Bogey, popularisée en France par le film de guerre Le Pont de la rivière Kwaï (1957) de David Lean où elle était sifflée par des soldats, puis sa reprise par Annie Cordy sous le titre Hello, le soleil brille,,,. Retenant de la Marche du colonel Bogey son allure « entraînante, gaie, reconnaissable, facile à retenir », Raymond Lefebvre s'attache à reproduire les mêmes sensations et le ton martial tout en livrant un morceau qui n'a « musicalement rien à voir » avec l'inspiration,. La ressemblance passe surtout par le fait que la marche soit sifflée, l'élément essentiel pour comprendre la référence au thème du Pont de la rivière Kwaï, ainsi que son tempo de marche américaine de parade de défilé, le refrain entonné par des chœurs masculins et rythmé par des tambours,,. Cette Marche des Gendarmes illustre l'entraînement des gendarmes pour capturer les nudistes puis leur parade devant l'adjudant Gerber après ce victorieux coup de filet,. Une autre fanfare, de style dixieland, accompagne le défilé final de l'héroïque général Cruchot et de la brigade sur le port de Saint-Tropez, une musique semi-diégétique ne correspondant pas au groupe de clairons visible à l'écran. La fanfare est d'ailleurs un élément récurrent du cinéma français des années 1960.
Lefebvre devient par la suite le compositeur fétiche de Jean Girault et met en musique toutes les suites du Gendarme,. Il érige la très populaire Marche des Gendarmes en thème principal, décliné en variantes jouant sur des instrumentations différentes ou des émotions particulières, tandis que la chanson-générique ne réapparaît pas,,,,. Outre le travail de Lefebvre, ce premier film comprend également le cantique La Vigne du Seigneur dans la scène d'ouverture, la chanson Zorro est arrivé, tube de l'époque d'Henri Salvador, et, lors de la référence à Thierry la Fronde, le thème La marche des compagnons, composé par Jacques Loussier pour le feuilleton,.

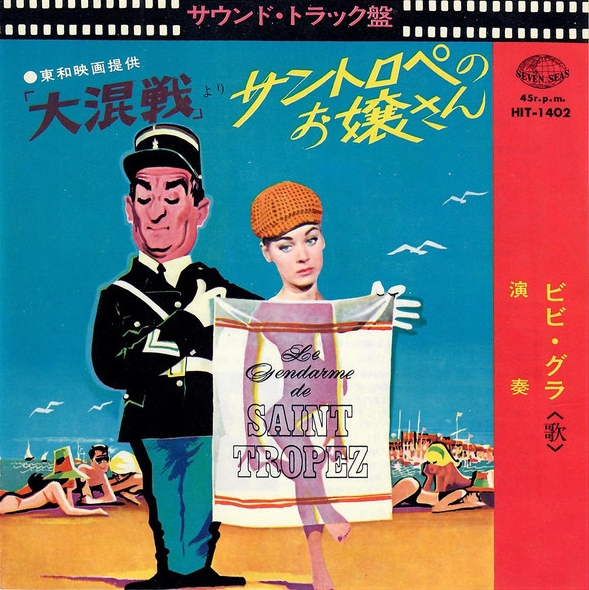
Le single de la bande originale du film paru en 1967 au Japon, incluant Douliou-douliou Saint-Tropez et la Marche des Gendarmes.

Un premier album 45 tours de la bande originale du film sort en 1964 sous le label Riviera,. Un single de deux titres est également édité au Japon par Seven Seas en 1967,. En 1993, les cinq thèmes sont présents sur le CD de Play Time Les plus belles musiques de films de Louis de Funès — réunissant des compositions de Lefebvre pour les films du Gendarme ainsi que Faites sauter la banque, Les Grandes Vacances, Jo et La Soupe aux choux, — puis sur le CD Louis de Funès, bandes originales des films, vol. 1 , publié par Play Time en 1998 et ré-édité en 2012,,,. Douliou-douliou Saint-Tropez figure en 1999 dans Twist Again au ciné, CD compilant des chansons twist créées pour des films,. Les morceaux sont inclus dans l'intégrale Bandes originales des Gendarmes parue chez Play Time en 2003,. L'album du film sort en 2010 en téléchargement. Ses pistes sont intégrées à la vaste compilation Louis de Funès, musiques de films, 1963-1982 de la collection Écoutez le cinéma !, publiée en 2014,.

## Exploitation et accueil

### Sortie et promotion
Le Gendarme de Saint-Tropez sort en salles le 11 septembre 1964. Deux reportages télévisés ont couvert le tournage en mai et en juillet,. L'affiche du film est réalisée par Clément Hurel, à l'instar de la plupart des films suivants. Aux côtés du nom de Louis de Funès sont mentionnés en tête d'affiche ses partenaires Michel Galabru et Geneviève Grad, signe de l'encore faible pouvoir d'attraction du rôle principal, ce qui ne sera plus le cas dans les films ultérieurs,. Les premières séances à Paris ont lieu aux cinémas Marbeuf, Aubert-Palace, Mistral, Eldorado, Méry, Danton et Lynx.

### Accueil critique

Le Parisien libéré est dans un premier temps le seul journal à traiter du film, omis par le reste de la presse.

À sa sortie, Le Gendarme de Saint-Tropez passe d'abord totalement inaperçu auprès de la presse. Seul Le Parisien libéré lui consacre une petite notule. Les jours suivants, de nombreux journaux, constatant l'attrait du public, publient leur avis. Le film reçoit des critiques globalement favorables.
La tonalité générale de la critique est à l'heureuse surprise. Robert Chazal, soutien sans faille de l'acteur, est le seul à ne pas être étonné, proclamant que « c'était gagné d'avance » dans France-Soir: « Louis de Funès en gendarme, c'est déjà drôle. En faire le gendarme d'un petit village des Alpes à qui sa conduite vaut d'être muté à Saint-Tropez comme maréchal des logis-chef, cela devient irrésistible » ; il inscrit positivement le métrage dans « la tradition de la bonne gauloiserie française ». Le Parisien libéré livre une seconde critique plus élaborée et enthousiaste d'André Lafargue : « C'est la très bonne surprise de la rentrée : un film français drôle et sans prétention, visiblement mûri au soleil des vacances dont il nous apporte un joyeux reflet ! Des situations amusantes, des comédiens excellents, une profusion de gags parfaitement exploités et un climat de bonne humeur font que l'on prend un plaisir sans mélange à cette production qui ne vise à rien d'autre qu'à notre distraction. Le rire ici doit désarmer l'esprit critique. À quoi servirait d'ailleurs de faire la fine bouche ? »,. Patrick Thévenon de Paris-Presse-L'Intransigeant félicite « une œuvre singulièrement honnête : elle vise bas mais ne s'en cache nullement. À force de limiter ses ambitions et de le proclamer bien haut, on finit par obtenir plus qu'on n'osait espérer. (…) Les dialogues ne sont même pas vulgaires et la parodie des milieux tropéziens, bien qu'un peu simplette, fait sourire parfois » ; titrant son article « C'est James Bond avec Louis de Funès », il salue la richesse des moyens et l'utilisation de la couleur, détonnant avec la pauvreté habituelle des comédies françaises. Pascal Brienne dans Les Lettres françaises reconnait qu'« on n'attendait certes pas grand-chose de ce film de Jean Girault et l'on n'en est que plus surpris d'y trouver une gaieté, un entrain et pourquoi pas un rythme qui n'ont rien de forcé. C'est léger, hyperléger, mais seul le pisse-froid de service trouvera matière à faire le difficile »,,.

« C'est le genre de comédie sans prétention que l'on aime aller voir en rentrant de vacances… histoire de les prolonger un brin et d'oublier pour un moment encombrements et vapeurs d'essences ! (…) Le film sera peut-être démodé dans dix ans, mais l'on ne pourra pas reprocher aux auteurs de n'avoir point su utiliser les possibilités artistiques de ce presque défunt été '64 : le soleil, Zorro et Saint-Trop' en toile de fond. Plus une adorable enfant blonde, Geneviève Grad, la fille du gendarme qui porte à ravir l'uniforme tropézien. Une charmante façon, somme toute de poursuivre ses vacances… ou de les commencer ! »

— Marie-Dominique Mistler, L'Aurore, 10 septembre 1964,,.
La plupart des critiques voient en Louis de Funès l'atout majeur du film. S'il remarque « Michel Galabru et Jean Lefebvre [qui] composent deux amusants types de gendarmes très différents, le gros et le maigre, le tonitruant et le timide », Pierre Mazars dans Le Figaro soutient avant tout que cette « aimable pochade » tourne autour de Louis de Funès, « grommelant, soliloquant, reniflant, faisant bouger ses sourcils et cliqueter ses mâchoires, [il] nous ravit et nous étonne encore par la variété de ses jeux de physionomie… Il est infiniment plus à l'aise que dans d'autres films où il avait également le premier rôle mais dont le scénario et le personnage lui convenaient beaucoup moins »,. Marie-Dominique Mistler de L'Aurore relève aussi ce « ce personnage comique excessivement drôle et bourré de tics » et Libération applaudit ses « grimaces impayables ».

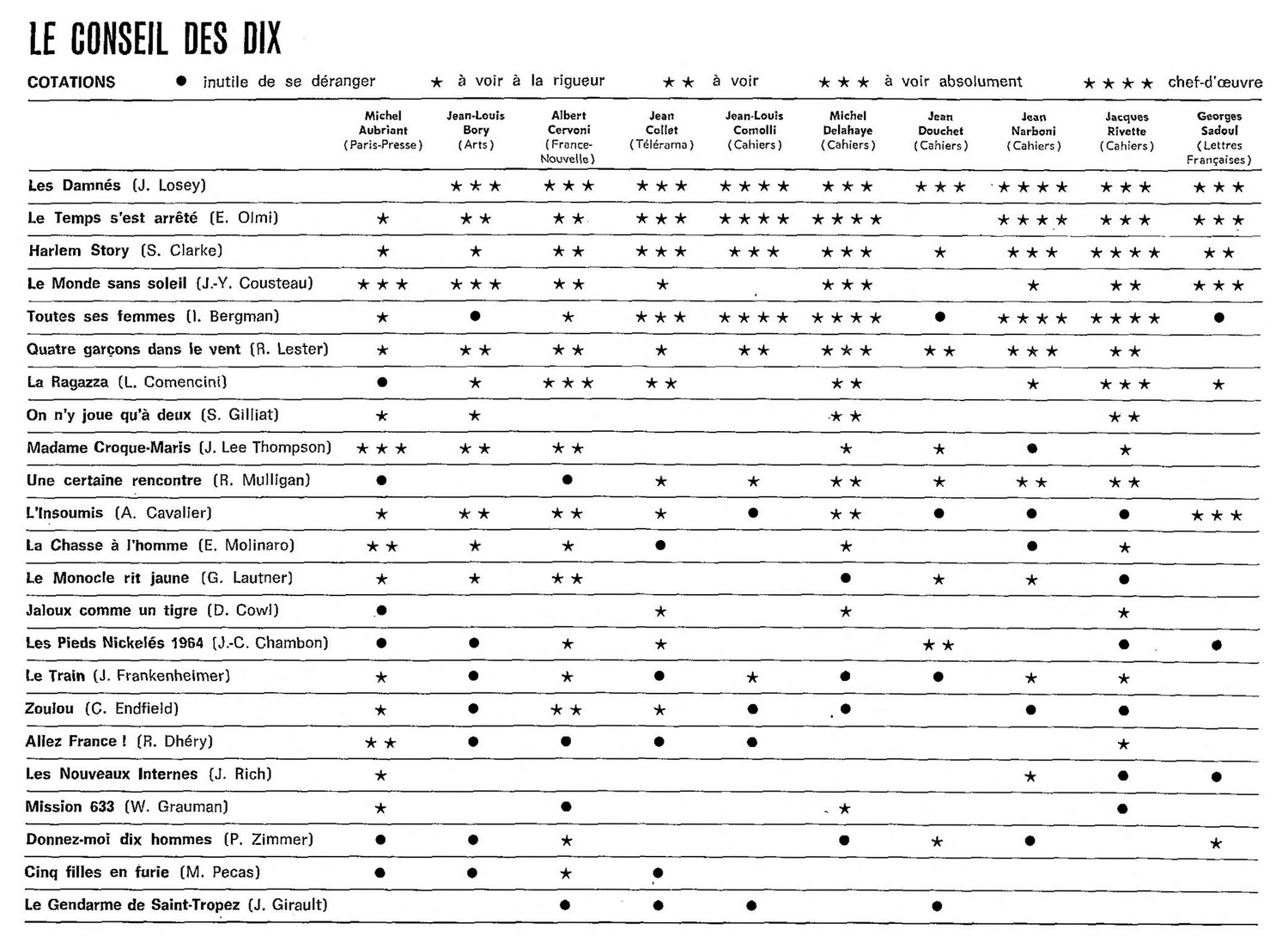
Le Gendarme de Saint-Tropez parmi les cotations du « Conseil des dix » des Cahiers du cinéma. Les quatre seuls critiques à s'exprimer estiment qu'il est inutile de se déranger.

Certains critiques se font plus distants, à l'instar de La Dernière Heure pour qui le film « amuse vraiment sans jamais déchoir. Son petit côté boy-scout et canular est rafraîchissant » ou Le Soir qui considère qu'. Le magazine américain Variety, dans un avis mitigé, évoque « une comédie acceptable, surtout parce que de Funès a plus de talent que son rôle »,. La Croix déplore « un tout, tout, tout petit film que sauvent tout juste — et encore, j'exagère tellement — la présence, les grimaces, malgré tout désopilantes, le jeu de Louis de Funès que flanquent deux ou trois compères du même tabac qui lui renvoient gentiment la balle (…) Il y si peu de film, si peu de scénario, si peu de dialogues ! (…) Cela peut distraire ? Certes, avec le mauvais temps qui vient, l'essentiel au cinéma, c'est d'être à l'abri, non ? Et puis, je vous l'ai dit, de Funès, quelque film qu'on lui fasse jouer, même les pires, s'arrange toujours pour avoir du talent. C'est toujours ça… ».
Les titres cinéphiliques raillent la petite comédie. Jean Collet parle dans Télérama d'un « cinéma de patronage pour nos arrière-grands-pères » : « Si vous êtes fatigué, si vous avez trop bien mangé, si vous aimez le comique troupier, si vous avez le rire facile, si vous n'avez jamais vu un film de Tati, alors vous réunissez les conditions nécessaires pour apprécier Le Gendarme de Saint-Tropez ». Les Cahiers du cinéma estiment que « De Funès semble avoir toujours avoir plus d'idées que ses employeurs : c'est que le cinéma français manque moins d'acteurs à possibilités burlesques que d'auteurs qui seraient les premiers à rire de leurs grimaces. Les Marx durent un jour emprisonner Florey dans une cabine insonorisée pour cause d'hilarité trop bruyante sur le plateau : à coup sûr, Girault n'a gêné ici personne… ».
La critique la plus acerbe est une lecture politisée d'Henry Chapier dans Combat. S'il ne reproche à Louis de Funès que de n'être qu'« une sorte de nounours des familles », il cherche avant tout « à décomposer les ingrédients de ce film » pour déceler, selon le titre de son article, « un reflet d'une société bien française ». Il explique le succès par la vacuité du sujet, l'aspect paradisiaque de Saint-Tropez et le dénouement heureux et moral. Surtout, il dénonce une représentation positive de l'appareil répressif,. La critique cinéphilique de gauche réclame à cette époque des œuvres mettant en cause l'ordre social, le pouvoir en place, la bourgeoisie, le capitalisme et voit donc dans ce Gendarme et les futurs films funésiens un discours conservateur, effaçant les conflits sociaux auprès des masses.

« La bêtise que l'on magnifie est aseptisée, passée à l'étuve. Ici, on fait beaucoup pour la réputation bon enfant du gendarme. Ces saintes forces de l'ordre ! Non seulement elles vous donnent l'impression que Paris est une immense prison à l'air libre, mais il faut encore qu'on les supporte à l'écran, sous des traits angéliques. Évidemment, ça n'est pas du tout complaisant, et tout à fait fidèle à l'image d’une certaine société française ! On comprend que ce genre de cinéma ait les faveurs du pouvoir. Avec une telle politique de loisirs, il peut régenter un peuple avachi en paix ! On ne va tout de même pas gaspiller l'argent en stimulant les aberrantes recherches de quelques intellectuels ! »

— Henry Chapier, « Un reflet d'une société bien française », Combat, septembre 1964,.

### Box-office
Le Gendarme de Saint-Tropez arrive sur les écrans à la rentrée 1964, d'abord dans une large combinaison de sept salles d'exclusivité, à Paris (soit 6 195 places à chaque séance), au cours d'une semaine aux nouveautés plutôt médiocres,. Le film s'installe d'emblée en tête des box-offices hebdomadaires parisien et national, avec soixante milliers d'entrées,. Il parvient à se mesurer à des comédies attendues comme Le Monocle rit jaune, dernière mission du Monocle, ou Quatre Garçons dans le vent avec les Beatles. Il tient deux semaines le sommet du classement parisien avant d'être dépassé par le film de guerre Le Train. Il reste pendant cinq semaines dans les trois meilleures places du box-office parisien.

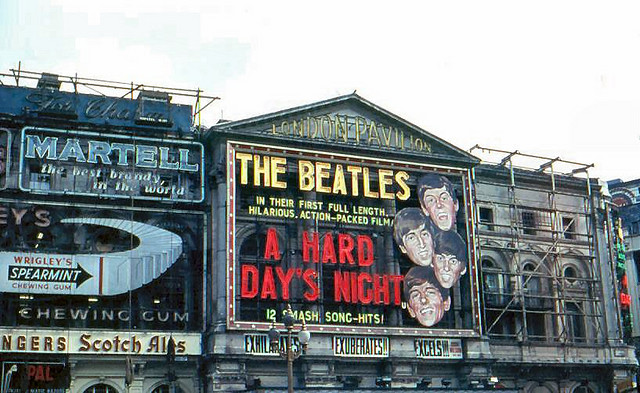
En pleine Beatlemania, Louis de Funès rivalise avec les Beatles et leur film Quatre Garçons dans le vent.

Au même moment, le film commence à arriver dans les villes de province, remportant un grand succès. Au niveau national, pendant quatorze semaines, Le Gendarme de Saint-Tropez alterne entre la première et deuxième place, luttant avec les films d'espionnage Banco à Bangkok pour OSS 117 et le James Bond Bons Baisers de Russie puis Le Train. La période de sept semaines dans les salles d'exclusivité parisiennes comptabilise 260 463 entrées, score honorable mais pas si spectaculaire. Le film attire ensuite les foules dans les continuations et salles de quartier de la capitale. Sur la durée, avec une certaine constance dans ses résultats, Le Gendarme de Saint-Tropez devient le succès de la rentrée dans tout le pays. Pouic-Pouic et Faites sauter la banque, encore dans les salles, sont remis en lumière,. Dès le mois de novembre, Louis de Funès confirme sa popularité nouvelle avec Fantomas, qui rivalise dans les classements avec son Gendarme,. Ce dernier atteint le million de spectateurs en neuf semaines.
En à peine quatre mois d'exploitation, Le Gendarme de Saint-Tropez s'établit comme le septième film le plus vu dans les cinémas français au cours de l'année 1964. Il se maintient dans les dix premières places hebdomadaires pendant 22 semaines, jusqu'en février 1965, cumulant 2,6 millions d'entrées. Lors du festival de Cannes en mai 1965, le producteur René Pignères annonce douze millions de francs de recettes en sept mois sur le marché français,. Le score s'élève à 4,6 millions d'entrées lorsque sort la suite, Le Gendarme à New York, fin octobre 1965. Le succès de la suite redonne de la vigueur à l'exploitation du premier. Avec ses trois millions d'entrées engrangées cette année-là, le premier Gendarme est le troisième film ayant attiré le plus de spectateurs au cours de l'année 1965, derrière Le Corniaud et Goldfinger. Il franchit le cap des cinq millions d'entrées début 1966 et additionne 858 419 entrées dans l'année. Le seuil des six millions d'entrées est dépassé à l'été 1967.
| Semaine | Semaine                           | Rang | Entrées | Cumul           | no 1 du box-office hebdo.   |
| ------- | --------------------------------- | ---- | ------- | --------------- | --------------------------- |
| 1       | 9 septembre au 15 septembre 1964  | 1er  | 61 127  | 61 127 entrées  | Le Gendarme de Saint-Tropez |
| 2       | 16 septembre au 22 septembre 1964 | 1er  | 57 227  | 118 354 entrées | Le Gendarme de Saint-Tropez |
| 3       | 23 septembre au 29 septembre 1964 | 2e   | 43 429  | 161 783 entrées | Le Train                    |
| 4       | 30 septembre au 6 octobre 1964    | 2e   | 37 490  | 199 273 entrées | Le Train                    |
| 5       | 7 octobre au 13 octobre 1964      | 3e   | 45 053  | 244 326 entrées | Zoulou                      |

| Semaine | Semaine                           | Rang | Entrées | Cumul             | Salles | no 1 du box-office hebdo.              |
| ------- | --------------------------------- | ---- | ------- | ----------------- | ------ | -------------------------------------- |
| 1       | 9 septembre au 15 septembre 1964  | 1er  | 66 278  | 66 278 entrées    | 9      | Le Gendarme de Saint-Tropez            |
| 2       | 16 septembre au 22 septembre 1964 | 2e   | 91 861  | 158 139 entrées   | 14     | Banco à Bangkok pour OSS 117           |
| 3       | 23 septembre au 29 septembre 1964 | 2e   | 104 620 | 262 759 entrées   | 23     | Bons Baisers de Russie                 |
| 4       | 30 septembre au 6 octobre 1964    | 1er  | 125 363 | 388 122 entrées   | 26     | Le Gendarme de Saint-Tropez            |
| 5       | 7 octobre au 13 octobre 1964      | 2e   | 117 792 | 505 914 entrées   | 26     | Banco à Bangkok pour OSS 117           |
| 6       | 14 octobre au 20 octobre 1964     | 1er  | 134 946 | 640 860 entrées   | 39     | Le Gendarme de Saint-Tropez            |
| 7       | 21 octobre au 27 octobre 1964     | 1er  | 142 863 | 783 723 entrées   | 39     | Le Gendarme de Saint-Tropez            |
| 8       | 28 octobre au 3 novembre 1964     | 2e   | 153 739 | 937 462 entrées   | 36     | Le Train                               |
| 9       | 4 novembre au 10 novembre 1964    | 1er  | 166 435 | 1 103 897 entrées | 43     | Le Gendarme de Saint-Tropez            |
| 10      | 11 novembre au 17 novembre 1964   | 2e   | 206 213 | 1 310 110 entrées | 52     | Fantomas                               |
| 11      | 18 novembre au 24 novembre 1964   | 2e   | 159 273 | 1 469 383 entrées | 53     | Fantomas                               |
| 12      | 25 novembre au 1er décembre 1964  | 1er  | 164 247 | 1 633 630 entrées | 52     | Le Gendarme de Saint-Tropez            |
| 13      | 2 décembre au 8 décembre 1964     | 2e   | 113 797 | 1 747 427 entrées | 49     | Fantomas                               |
| 14      | 9 décembre au 15 décembre 1964    | 1er  | 97 768  | 1 845 195 entrées | 44     | Le Gendarme de Saint-Tropez            |
| 15      | 16 décembre au 22 décembre 1964   | 4e   | 74 527  | 1 919 722 entrées | 46     | Angélique, marquise des anges          |
| 16      | 23 décembre au 29 décembre 1964   | 7e   | 147 159 | 2 066 881 entrées | 66     | L'Âge ingrat                           |
| 17      | 30 décembre au 5 janvier 1965     | 6e   | 179 843 | 2 246 724 entrées | 57     | L'Âge ingrat                           |
| 18      | 6 janvier au 12 janvier 1965      | 5e   | 74 352  | 2 321 076 entrées | 42     | Angélique, marquise des anges          |
| 19      | 13 janvier au 19 janvier 1965     | 3e   | 85 785  | 2 406 861 entrées | 46     | Angélique, marquise des anges          |
| 20      | 20 janvier au 26 janvier 1965     | 6e   | 69 249  | 2 476 110 entrées | 45     | Week-end à Zuydcoote                   |
| 21      | 27 janvier au 2 février 1965      | 8e   | 61 895  | 2 538 005 entrées | 43     | Les Copains                            |
| 22      | 3 février au 9 février 1965       | 11e  | 62 706  | 2 600 711 entrées | 43     | Week-end à Zuydcoote                   |
| 23      | 10 février au 16 février 1965     | 9e   | 53 466  | 2 654 177 entrées | 44     | Week-end à Zuydcoote                   |
| 24      | 17 février au 23 février 1965     | 8e   | 82 363  | 2 736 540 entrées | 51     | Merlin l'Enchanteur                    |
| 25      | 24 février au 2 mars 1965         | 6e   | 62 785  | 2 799 325 entrées | 46     | Fantomas                               |
| 26      | 3 mars au 9 mars 1965             | 9e   | 63 819  | 2 863 144 entrées | 54     | Goldfinger                             |
| 27      | 10 mars au 16 mars 1965           | 10e  | 58 104  | 2 921 248 entrées | 55     | Goldfinger                             |
| 28      | 17 mars au 23 mars 1965           | 18e  | 40 435  | 2 961 683 entrées | 39     | Goldfinger                             |
| 29      | 24 mars au 30 mars 1965           | 15e  | 35 862  | 2 997 545 entrées | 50     | Goldfinger                             |
| 30      | 31 mars au 6 avril 1965           | 10e  | 46 942  | 3 044 487 entrées | 50     | Le Corniaud                            |
| 31      | 7 avril au 13 avril 1965          | 11e  | 52 667  | 3 097 154 entrées | 48     | Le Corniaud                            |
| 32      | 14 avril au 20 avril 1965         | 12e  | 66 410  | 3 163 564 entrées | 63     | Le Corniaud                            |
| 33      | 21 avril au 27 avril 1965         | 23e  | 41 420  | 3 204 984 entrées | 44     | Le Corniaud                            |
| 34      | 28 avril au 4 mai 1965            | 23e  | 34 733  | 3 239 717 entrées | 46     | Le Corniaud                            |
| 35      | 5 mai au 11 mai 1965              | 12e  | 43 070  | 3 282 787 entrées | 46     | Le Corniaud                            |
| 36      | 12 mai au 18 mai 1965             | 26e  | 22 945  | 3 305 732 entrées | 46     | Le Corniaud                            |
| 37      | 19 mai au 25 mai 1965             | NC   | 18 208  | 3 323 940 entrées | NC     | Le Corniaud                            |
| 38      | 26 mai au 1er juin 1965           | 11e  | 44 643  | 3 368 583 entrées | 35     | Le Corniaud                            |
| 39      | 2 juin au 8 juin 1965             | 14e  | 43 905  | 3 412 488 entrées | 44     | Le Corniaud                            |
| 40      | 9 juin au 15 juin 1965            | 28e  | 13 340  | 3 425 828 entrées | 13     | Le Corniaud                            |
| 41      | 16 juin au 22 juin 1965           | 14e  | 29 141  | 3 454 969 entrées | 27     | Le Corniaud                            |
| 42      | 23 juin au 29 juin 1965           | 30e  | 13 160  | 3 468 129 entrées | 12     | Le Corniaud                            |
| 43      | 30 juin au 6 juillet 1965         | 14e  | 23 642  | 3 491 771 entrées | 23     | Le Corniaud                            |
| 44      | 7 juillet au 13 juillet 1965      | 9e   | 29 943  | 3 521 714 entrées | 34     | Le Corniaud                            |
| 45      | 14 juillet au 20 juillet 1965     | 2e   | 87 284  | 3 608 998 entrées | 63     | Le Corniaud                            |
| 46      | 21 juillet au 27 juillet 1965     | 4e   | 54 535  | 3 663 533 entrées | 48     | Le Corniaud                            |
| 47      | 28 juillet au 3 août 1965         | 3e   | 63 870  | 3 727 403 entrées | 56     | Le Corniaud                            |
| 48      | 4 août au 10 août 1965            | 2e   | 96 982  | 3 824 385 entrées | 70     | Le Corniaud                            |
| 49      | 11 août au 17 août 1965           | 3e   | 85 523  | 3 909 908 entrées | 69     | Le Corniaud                            |
| 50      | 18 août au 24 août 1965           | 3e   | 94 810  | 4 004 718 entrées | 65     | Le Corniaud                            |
| 51      | 25 août au 31 août 1965           | 2e   | 78 808  | 4 083 526 entrées | 64     | Le Corniaud                            |
| 52      | 1er septembre au 7 septembre 1965 | 4e   | 69 304  | 4 152 830 entrées | 54     | Le Corniaud                            |
| 53      | 8 septembre au 14 septembre 1965  | 5e   | 65 025  | 4 217 855 entrées | 59     | Le Corniaud                            |
| 54      | 15 septembre au 21 septembre 1965 | 8e   | 69 583  | 4 287 438 entrées | 55     | Le Corniaud                            |
| 55      | 22 septembre au 28 septembre 1965 | 10e  | 58 974  | 4 346 412 entrées | 42     | Le Corniaud                            |
| 56      | 29 septembre au 5 octobre 1965    | 11e  | 59 556  | 4 405 968 entrées | 43     | Le Tonnerre de Dieu                    |
| 57      | 6 octobre au 12 octobre 1965      | 8e   | 63 760  | 4 469 728 entrées | 53     | Le Tonnerre de Dieu                    |
| 58      | 13 octobre au 19 octobre 1965     | 19e  | 47 673  | 4 517 401 entrées | 48     | Le Tonnerre de Dieu                    |
| 59      | 20 octobre au 26 octobre 1965     | 11e  | 51 646  | 4 569 047 entrées | 42     | Le Tonnerre de Dieu                    |
| 60      | 27 octobre au 2 novembre 1965     | 12e  | 71 569  | 4 640 616 entrées | 49     | Le Gendarme à New York                 |
| 61      | 3 novembre au 9 novembre 1965     | 15e  | 44 724  | 4 685 340 entrées | 48     | Le Gendarme à New York                 |
| 62      | 10 novembre au 16 novembre 1965   | 14e  | 59 289  | 4 744 629 entrées | 60     | Le Gendarme à New York                 |
| 63      | 17 novembre au 23 novembre 1965   | 28e  | 30 644  | 4 775 273 entrées | 42     | Le Tonnerre de Dieu                    |
| 64      | 24 novembre au 30 novembre 1965   | 26e  | 32 094  | 4 807 367 entrées | 51     | Le Gendarme à New York                 |
| 65      | 1er décembre au 7 décembre 1965   | 26e  | 33 211  | 4 840 578 entrées | 51     | Les Tribulations d'un Chinois en Chine |
| 66      | 8 décembre au 14 décembre 1965    | 27e  | 32 639  | 4 873 217 entrées | 44     | Les Tribulations d'un Chinois en Chine |
| 67      | 15 décembre au 21 décembre 1965   | 28e  | 28 319  | 4 901 536 entrées | 40     | Opération Tonnerre                     |
| 68      | 22 décembre au 28 décembre 1965   | 14e  | 67 215  | 4 968 751 entrées | 67     | Fantomas se déchaîne                   |
| 69      | 29 décembre au 4 janvier 1966     | 17e  | 53 095  | 5 021 846 entrées | 63     | Opération Tonnerre                     |

À la fin de son exploitation en salles sur plusieurs années, Le Gendarme de Saint-Tropez enregistre 7 809 334 entrées dans la France entière, dont 959 265 entrées à Paris,. Avec les résultats commerciaux de ses « grosses machines », la SNC finance des œuvres d'auteur plus ambitieuses, telles celles de la Nouvelle Vague. Fait exceptionnel, avec la succession de ses sorties de films, Louis de Funès se maintient presque sans discontinuer dans le classement des trente meilleurs résultats hebdomadaires nationaux pendant près de cinq ans, jusqu'à fin mai 1969. Au-delà de s'établir comme un acteur reconnu et « bankable », il devient un phénomène du box-office,,. Il prend en quelque sorte la relève de la comédie à la française, à une période où Fernandel commence à voir son succès décliner,,. Fernandel le reconnaît d'ailleurs : « C'est un nouveau grand comique français ! ». À lui seul, il résiste au phénomène James Bond déferlant sans concurrence dans le reste du monde. Avec le recul, Le Gendarme de Saint-Tropez est au sommet du box-office des films sortis en France en 1964, devançant de loin Merlin l'Enchanteur, Bons Baisers de Russie et L'Homme de Rio,. Il s'agit du meilleur score de fréquentation d'un film du Gendarme, devant Le Gendarme se marie (1968).

### Distinction
- Victoires du cinéma français 1965 : meilleur acteur français, selon les exploitants de salles, pour Louis de Funès[88],[note 14],[note 15].

### Sorties à l'étranger

Affiche du Gendarme de Saint-Tropez au Japon, où la Toho-Towa distribue le film.

Le Gendarme de Saint-Tropez sort aussi la même année en Italie, pays de coproduction, sous le titre Una ragazza a Saint Tropez (les affiches insistent sur la présence de jolies jeunes filles), en Belgique le 15 octobre 1964 (à Bruxelles) en français et en flamand nommé De gendarme van Saint-Tropez, en Hongrie le 25 mars 1965 titré A Saint-Tropez-i csendőr, en Colombie le 24 août 1965 sous le titre El gendarme de Saint-Tropez, en Turquie le novembre 1965 nommé Tatlı belâ, en Espagne le 22 novembre 1965 (à Madrid), au Portugal le 16 février 1966 titré O Gendarme de Saint Tropez, en Suède le 9 mai 1966 intitulé Moralens väktare i S.t Tropez, en Allemagne de l'Ouest le 27 mai 1966 sous le titre Der Gendarm von Saint Tropez, en Argentine le 4 janvier 1967, au Japon le 14 janvier 1967 nommé 大混戦, au Danemark le 10 mars 1967 titré Moralen svigter i St. Tropez, en Finlande le 29 décembre 1967 intitulé Me moraalin vartijat, au Mexique le 25 avril 1968, et aux Pays-Bas le 20 janvier 1970 sous le titre Op jacht naar nudisten,.

Le titre allemand du film.

Le film connaît également des sorties en Afghanistan, en Afrique du Sud, en Australie, au Brésil (Biquinis de Saint-Tropez puis As Loucas Aventuras de um Gendarme em Saint-Tropez), en Bulgarie (Полицаят от Сен Тропе), au Canada en français et en anglais, en Égypte, aux États-Unis, en Grèce (Ο χωροφύλακας του Saint Tropez), à Hong Kong, en Irak, en Iran, au Liban, en Norvège (Moralens vokter i Saint-tropez), en Nouvelle-Zélande, au Pakistan, en Pologne (Żandarm z Saint Tropez), en Roumanie (Jandarmul din St. Tropez), au Royaume-Uni, en Serbie (Žandar iz San Tropea), en Syrie, en Tchécoslovaquie (nommé Četník ze Saint Tropez en tchèque et Žandár zo Saint Tropez en slovaque), en Ukraine (Жандарм із Сен-Тропе), en Union soviétique (Жандарм из Сен-Тропе) et au Viêt Nam (Cảnh Sát Ở Saint-Tropez),,. Les titres internationaux anglophones sont : The Gendarme of Saint-Tropez ou The Troops of St. Tropez,.
Depuis Et Dieu… créa la femme (1956), la simple évocation de Saint-Tropez dans un titre attire les publics du monde entier,. Le Gendarme de Saint-Tropez enregistre notamment 1 925 043 entrées en Espagne, 1 053 000 entrées en Hongrie (10e place du box-office de 1965),. Le film fait des débuts timides en Italie mais finit par cumuler 650 000 entrées au bout de plusieurs années, une fois Louis de Funès popularisé dans ce pays par La Grande Vadrouille. Il intéresse 581 000 spectateurs en Allemagne, soit le tiers de Fantomas se déchaîne sorti la même année là-bas. L'exploitation à Bruxelles engrange 4 150 000 francs, soit environ 120 000 spectateurs, un excellent résultat. Ce premier Gendarme ouvre à Louis de Funès les portes de la notoriété internationale. Au cours de la décennie, le triomphe de ses films ultérieurs, dont les suivants du Gendarme, ravive l'intérêt des distributeurs et publics étrangers pour ce premier film.

### Postérité

#### Suites

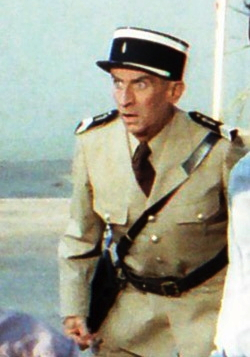
Louis de Funès dans son emblématique uniforme de gendarme, lors du tournage du cinquième film en 1978.

Dès le tournage du film à l'été 1964, les scénaristes, le réalisateur et Louis de Funès évoquent l'idée de donner une suite au Gendarme de Saint-Tropez. Les immenses recettes convainquent les producteurs de lancer rapidement une suite, peu après la sortie du film,. Pour renouveler l'histoire, Louis de Funès pense à faire voyager Le Gendarme à l'étranger, une idée d'ailleurs en phase avec la fructueuse exploitation du film à l'international,. Le choix de la destination se porte finalement sur New York, ville déjà familière aux spectateurs du monde entier. Le Gendarme à New York sort dès 1965 et rencontre un beau succès pour une suite. Le scénario gomme la scène finale du premier film, en rétablissant sans aucune explication dans leur situation antérieure Cruchot et Nicole, oubliant la nomination comme général du premier et le mariage avec enfants de la seconde,. Il faut attendre trois ans, en 1968, pour que soit réalisé le troisième film, Le Gendarme se marie, aventure où Cruchot trouve l'amour, à nouveau un succès commercial,. En 1970, Le Gendarme en balade met la brigade de Saint-Tropez à la retraite,.
Après ce quatrième film empreint d'une certaine nostalgie et très autoréférentiel, Louis de Funès exprime son souhait d'arrêter la série. Il est ensuite victime d'un double infarctus en 1975, l'éloignant quelque temps du cinéma, et n'apparaît ensuite plus que dans un film par an. Souhaitant retrouver son Gendarme après des années d'absence, et conforté par les audiences des premiers films à la télévision, le comédien lance Le Gendarme et les Extraterrestres, sorti en 1979 et plébiscité par le public,,. Jean Lefebvre est écarté de ce retour du Gendarme et Christian Marin n'est pas disponible à cause d'un autre engagement. Un dernier film, Le Gendarme et les Gendarmettes, est réalisé en 1982, ultime apparition à l'écran de Louis de Funès et dernière œuvre de son réalisateur (les deux meurent à quelques mois d'intervalle),,. Louis de Funès, Michel Galabru, le duo Grosso et Modo, ainsi que France Rumilly en religieuse, sont les seuls acteurs à apparaître dans les six films de la série.
En parallèle, Jean Girault et Louis de Funès ont collaboré sur Les Grandes Vacances (1967), Jo (1971), L'Avare (1980) et La Soupe aux choux (1981),,,. L'acteur trouve en Girault et Jacques Vilfrid des auteurs lui laissant la liberté de créer sans entraves tout en cadrant avec justesse ses inventions,,. De film en film, il finit cependant par prendre totalement l'ascendant sur le scénariste et le réalisateur.

#### Popularité et hommages

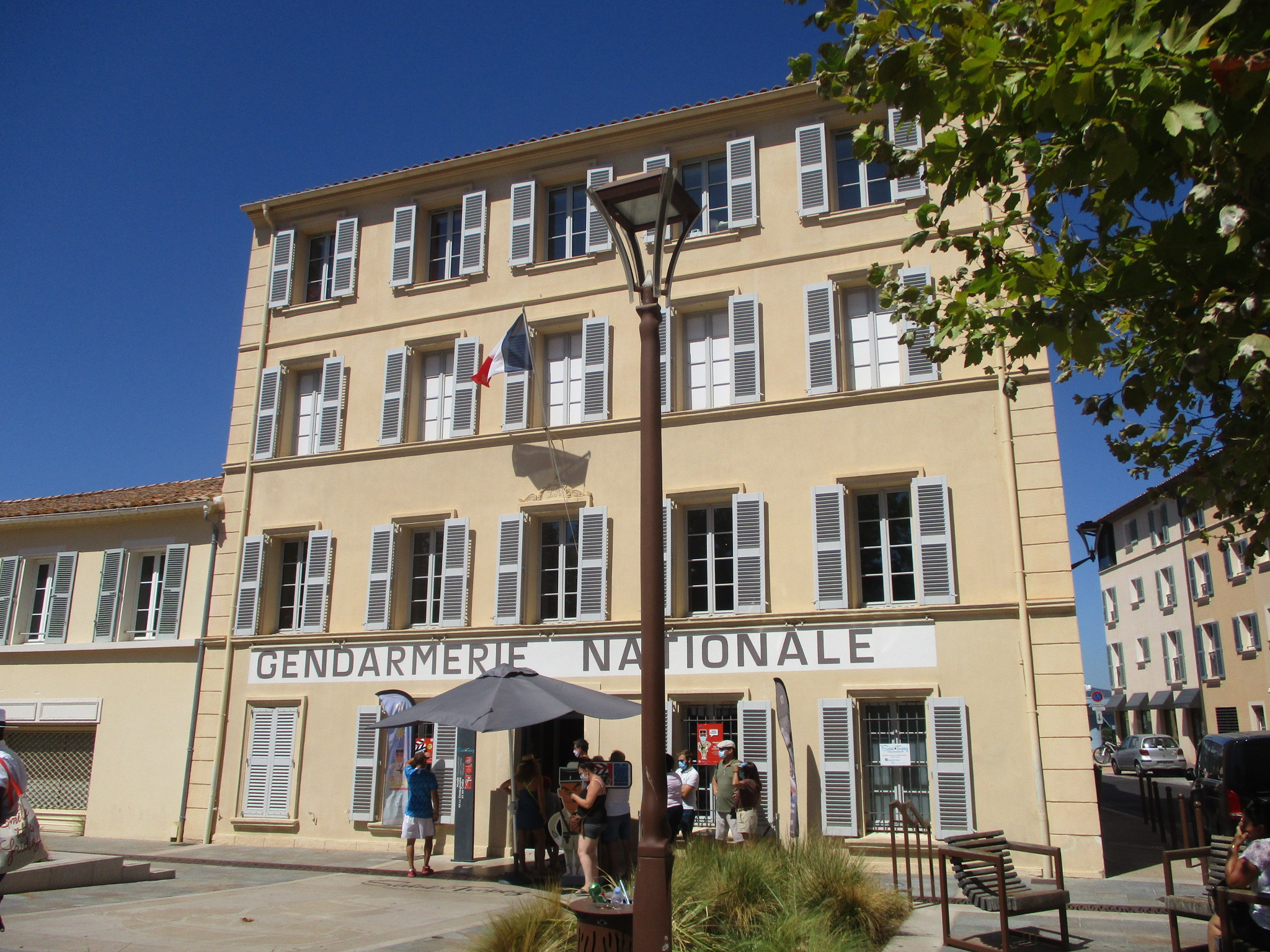
En 2016, le célèbre bâtiment devient le musée de la Gendarmerie et du Cinéma de Saint-Tropez, consacré aux films tournés dans la ville, en particulier ceux du Gendarme.

Les deux acteurs principaux sont honorés par la gendarmerie française pour avoir contribué à la série. Le 1er juillet 1970, lors du tournage du Gendarme en balade, Louis de Funès est reçu officiellement par le 405e régiment d'artillerie anti-aérienne à Hyères, qui le fait « première classe d'honneur » pour services rendus à la gendarmerie nationale,. Il est également convié à plusieurs évènements de la gendarmerie comme invité de marque. Le 5 août 2009, au cours du festival de Ramatuelle où Michel Galabru joue une pièce de théâtre, une délégation de quatre gendarmes de la véritable brigade de Saint-Tropez  lui remet le titre honorifique d'« adjudant d'honneur de la gendarmerie nationale »,.
Le film et ses cinq suites contribuent à la notoriété internationale de Saint-Tropez, au même titre que Brigitte Bardot avec Et Dieu… créa la femme (1956),,,,,. La chanson Douliou-douliou Saint-Tropez demeure longtemps un emblème de la cité balnéaire,. La comédie et sa chanson reflètent la soudaine popularité du village au milieu du XXe siècle et son parfum sulfureux, nés de sa fréquentation par des artistes, célébrités, membres de la jet set et de sa mise en valeur au cinéma, l'établissant alors comme le petit port le plus fameux au monde,,,. Témoignage de bons rapports entre les véritables gendarmes tropéziens et l'équipe, Jean Girault leur offre une grande affiche du premier film, que se transmettent depuis les commandants de brigade successifs. Le bâtiment de la gendarmerie devient un endroit prisé des touristes, abondamment photographié,,,,. Louis de Funès le constate dès le tournage du sixième Gendarme en 1982, allant jusqu'à déclarer : « la gendarmerie de Saint-Tropez est devenue un lieu de pélerinage ». Du temps du fonctionnement de la brigade, certains touristes font de petites infractions, tels que des outrages à agents, pour pouvoir y pénétrer et la visiter, selon le journaliste Henry-Jean Servat. L'édifice est inscrit à l'Inventaire général du patrimoine culturel en 1998. Une exposition est organisée par la ville en 2014 pour célébrer le cinquantenaire du film, celui de la Ford Mustang et le centième anniversaire de la naissance de Louis de Funès. Désaffecté au début des années 2000, le bâtiment est remanié afin d'en faire le musée de la Gendarmerie et du Cinéma de Saint-Tropez, inauguré en 2016, consacré à l'ensemble des œuvres tournées dans la cité et à l'histoire de la brigade,. Le musée attire un million de visiteurs en huit ans. En 2024-2025, le premier film fait l'objet d'une exposition temporaire à l'occasion des soixante ans de sa sortie en salles. En 2025, un sondage classe Le Gendarme de Saint-Tropez comme la neuvième comédie préférée des Français.

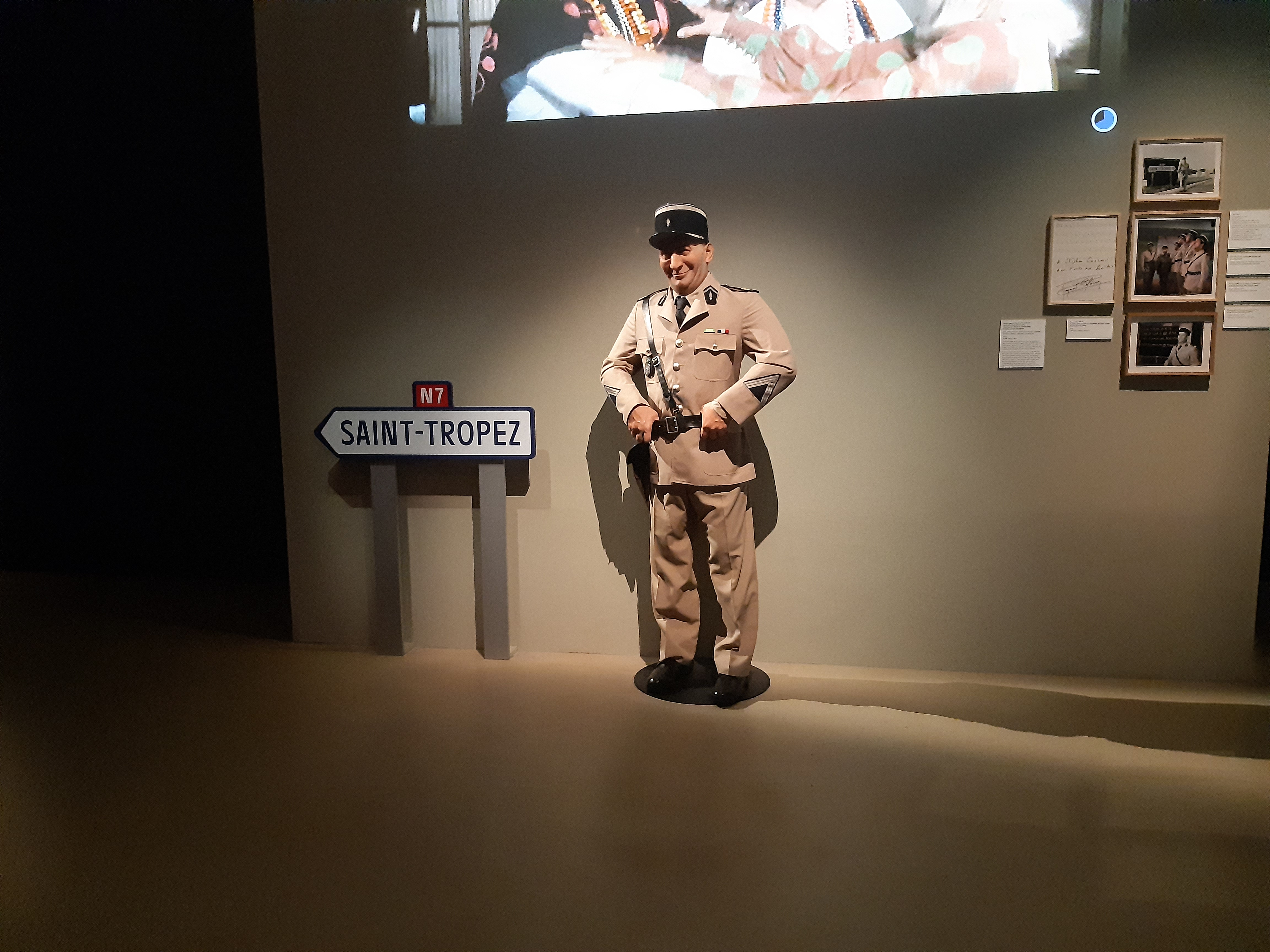
La statue de cire de Louis de Funès du musée Grévin, exposée à la Cinémathèque française en 2020.

Plusieurs autres institutions rendent hommage au film. En 1985, le musée Grévin, dans un parcours consacré au cinéma, honore Louis de Funès d'une statue de cire à son effigie le représentant dans son costume du Gendarme, considéré comme son rôle le plus emblématique. La suppression de la statue en 2000, après une restauration du musée, entraîne des protestations de la part de nombreux visiteurs. Une nouvelle statue du Gendarme est réalisée en 2004, exposée dans une section consacrée au XXe siècle. Signe de la popularité durable du Gendarme en Europe de l'Est, Jean Lefebvre et Michel Galabru sont les invités en 2003 du festival international du film pour les enfants et la jeunesse de Zlín, en Tchéquie,. Lors de l'exposition sur Louis de Funès à la Cinémathèque française en 2020, une matinée est réservée au nudistes, en clin d'œil au film,. En 2022, le Manneken-Pis est habillé en gendarme de Saint-Tropez. Divers produits dérivés du Gendarme existent, tels que des figurines en résines, des santons de Provence, des petits soldats ou des véhicules miniatures,,.

### Exploitations ultérieures
Les films du Gendarme de Saint-Tropez sont plébiscités par le public lors de leurs fréquentes diffusions à la télévision française,. Le catalogue de la Société nouvelle de cinématographie, dont font partie Le Gendarme de Saint-Tropez et les cinq suites, devient plus tard la propriété de la Compagnie Luxembourgeoise de Télédiffusion (CLT), détenteur de RTL, puis est acheté par le groupe M6 en 2005. Les films du Gendarme sont une importante source de revenus pour ce catalogue de films anciens, notamment à travers l'édition en vidéo.
La chaîne M6 a fait de la série un « standard » de la télévision française, avec une diffusion de l'ensemble des films tous les deux ans, le plus souvent au cours de l'été, avec un succès d'audience inaltérable malgré la récurrence de leurs passages à la télévision,. La plus ancienne trace d'une diffusion de Gendarme de Saint-Tropez à la télévision française date de décembre 1975. La première diffusion recensée par l'Inathèque remonte au lundi 3 avril 1995 sur M6 à 20 h 50. Selon un rapport arrêté en 2018, Le Gendarme de Saint-Tropez a été au total diffusé vingt fois sur les chaînes nationales gratuites françaises,. Face à la supposée désaffection du public pour le noir et blanc, certaines chaînes ont anticipé les réactions des spectateurs à la vue du prologue en les prévenant par un encart (pour rappeler que le reste du film est en couleurs et éviter le zapping) voire en amputant simplement cette séquence d'ouverture avant l'arrivée à Saint-Tropez. Des distributeurs étrangers avaient déjà fait pareil à la sortie du film, provoquant l'ire des producteurs.
En vidéo, Le Gendarme de Saint-Tropez sort d'abord individuellement en VHS en 1981, puis dans d'autres éditions en 1992 et en 1998, avant d'être inclus dans un coffret de la série en 1999. En 2002, le film paraît en DVD, séparément ou intégré à un coffret des six films,,. Le DVD du film constitue le no 1 de la collection « Irrésistible Louis de Funès » des éditions Atlas en 2004 et le no 35 de la collection « Comiques de légende » l'année suivante,. Les droits de distribution passent de TF1 vidéo à M6, qui publie en 2005 un nouveau coffret,. Un coffret bénéficiant d'une remastérisation en haute définition, paraît en 2007. En 2010, le film sort pour la première fois en Blu-ray au sein d'un coffret, également disponible en DVD. Le premier Gendarme est réédité séparément dans les deux supports en 2013,. En 2014, un coffret Blu-ray / DVD de luxe paraît à l'occasion des cinquante ans du début de la série. En août 2018, la SNC ressort le film originel en salles dans une  restauration 4K. En 2022 paraît une nouvelle version restaurée du premier film en Blu-ray 4K Ultra HD.

## Analyse

### Analyse critique
« J'aime la délation, la vilenie, la fausseté, la « faux jetonnerie », que donne la position intermédiaire du pouvoir. »

— Louis de Funès.

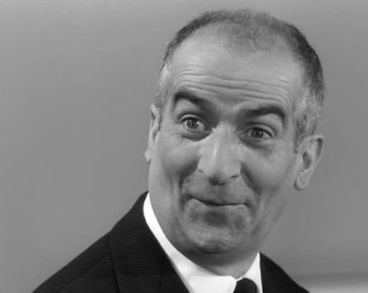
Louis de Funès se révèle enfin auprès du grand public avec le rôle sur-mesure de Ludovic Cruchot.

Le Gendarme de Saint-Tropez offre à Louis de Funès un personnage constituant l'aboutissement du caractère qu'il élaborait depuis ses petits rôles. Plus que d'autres de ses films, le rôle du Gendarme lui permet d'exploiter au mieux son personnage fort avec les faibles et faible avec les forts, abusant de son autorité sur ses subordonnés ou des civils alors qu'il fait preuve d'obséquiosité et d'une grande servilité envers son supérieur l'adjudant Gerber (tout en jalousant sa place),. Perfectionnant « son personnage », ce rôle particulier lui offre toute une sorte de variations autour de la hargne, la lâcheté et la sournoiserie. Bertrand Dicale, biographe funésien, explique que « Louis de Funès y met tout son savoir et toute sa technique. En Cruchot convergent les inventions les plus singulières et les plus efficaces de plus de quinze ans de seconds puis de premiers rôles » ; par exemple, « ses brusques passages de l'obséquiosité à l'autorité la plus brutale sont ceux de Ferraillon dans Mam'zelle Nitouche face à Fernandel » et son « son geste de l'index » est apparu dans le film Ah ! Les belles bacchantes.

« L'usage veut que, dans les comédies tournant autour des travers humains, les personnages soient finalement punis pour (et généralement par) leurs défauts. Ce n'est presque jamais le cas des personnages joués par de Funès. [Les] cinéastes qui l'emploient [font] de cette ambiguïté un éloge complaisant de la mesquinerie franchouillarde, ou une dénonciation de la noirceur essentielle de l’espèce humaine. Ni la puissance, ni l'argent, encore moins la séduction ne caractérisent les héros auxquels il prête ses traits. La principale constante de ses personnages est d'« être arrivés », d’occuper un certain statut social, familial, etc., et de vouloir s’y tenir. Lorsque celui-ci est menacé, ils sont capables de déclencher des tourmentes de méchanceté, d’hypocrisie, de système D triomphant de dispositifs techniques beaucoup plus modernes et en principe plus efficaces. Ils sont même capables, à l'occasion, d’héroïsme plus ou moins volontaire. Ces réactions extrêmes ne visent pas à conquérir un trésor ou un cœur, mais à préserver ou à retrouver l'ordre antérieur malencontreusement perturbé. L'intérêt de la situation tient à ce que ses personnages sont fondamentalement conservateurs, mais que lui, de Funès, est fou. Pas l'homme, mais l'acteur de Funès, inquiétant parce que ses crises de folie sont à la fois attendues et imprévisibles. La « figure de Funès » se rattache à une tradition ancienne et compliquée, à la fois contestataire et participant du maintien de l'ordre, celle du carnaval et de ses figures grotesques, qui autorisent le défoulement de l’infantile, du scatologique, de l'inavouable. Ses accès de délire peuvent devenir d'authentiques moments de subversion. Le Gendarme de Saint-Tropez en offre un bel exemple : alors que le scénario dévide mollement ses blagues de corps de garde, soudain et le plus souvent sans rime ni raison, de Funès explose. Il devient une machine à grimaces, à éructations, à gesticulations, quelque chose d'à peine humain et d'un peu effrayant, d'une vacherie noire qui entrebâille des abîmes, loin, très loin de l’anodine farce qui était en train de se dérouler. Du côté de Beckett plutôt que du boulevard. »

— Jean-Michel Frodon, L'Âge moderne du cinéma français : de la Nouvelle Vague à nos jours, 1995.

### Inspirations et partis pris artistiques

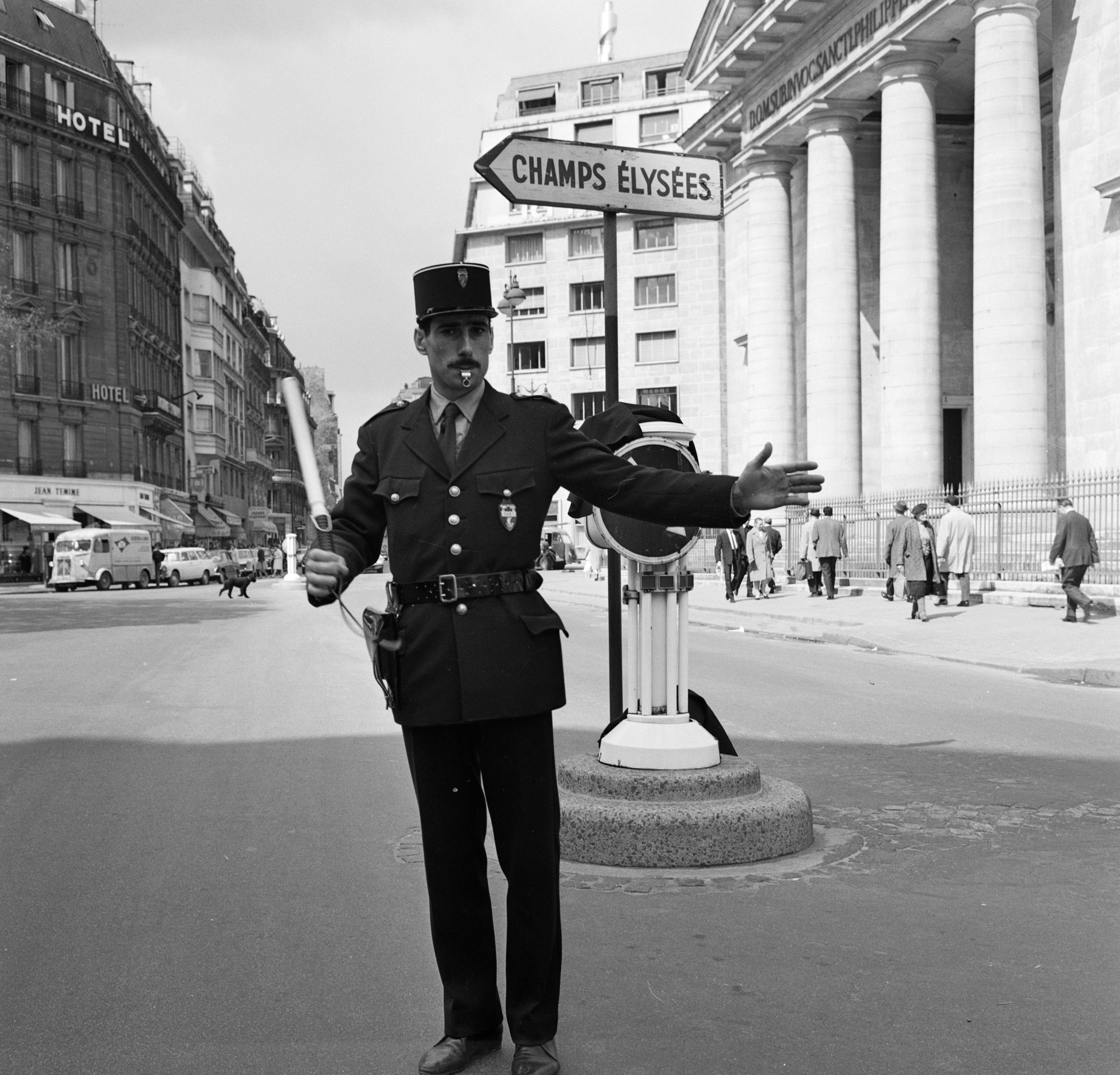
Un gendarme faisant la circulation à Paris dans les années 1960.

Le Gendarme de Saint-Tropez donne une image moderne de la gendarmerie nationale et un rôle de premier plan. Malgré une identité visuelle notable, un type social à part entière, et une certaine empreinte culturelle ailleurs (dans Guignol, les chansons ou caricatures), le gendarme n'avait jusqu'alors qu'une place négligeable dans le cinéma français. Il n'était cantonné qu'à des rôles secondaires et surtout d'arrière-plan. Cela peut s'expliquer par la volonté de montrer au grand public un individu plutôt qu'un collectif et privilégier l'exceptionnel à la vie quotidienne. De plus, le cinéma s'est davantage intéressé à d'autres figures d'autorité comme le policier et le soldat, respectivement mis en avant avec popularité dans le « polar » et le film de guerre. Seul Bourvil a marqué les esprits, dans Le Roi Pandore (1949), davantage par la chanson La Tactique du gendarme que le film lui-même. Le Gendarme met ainsi pour six films un gendarme au cœur de l'aventure, adoptant son point de vue, amenant à s'identifier à lui plutôt que le considérer comme une altérité. A contrario, le film perpétue des clichés déjà bien exploités, tel celui du gendarme mou et idiot incarné par Fougasse, celui du gendarme autoritaire et zélé magnifié par Cruchot, ou encore la besogne récurrente de faire la circulation et l'attachement parfois excessif à la hiérarchie et à la discipline (plus généralement accolé à l'armée). En dépit des défauts des personnages, le film termine en laissant une image héroïque et positive du gendarme, célébré par ses pairs, sa fille et tout Saint-Tropez.

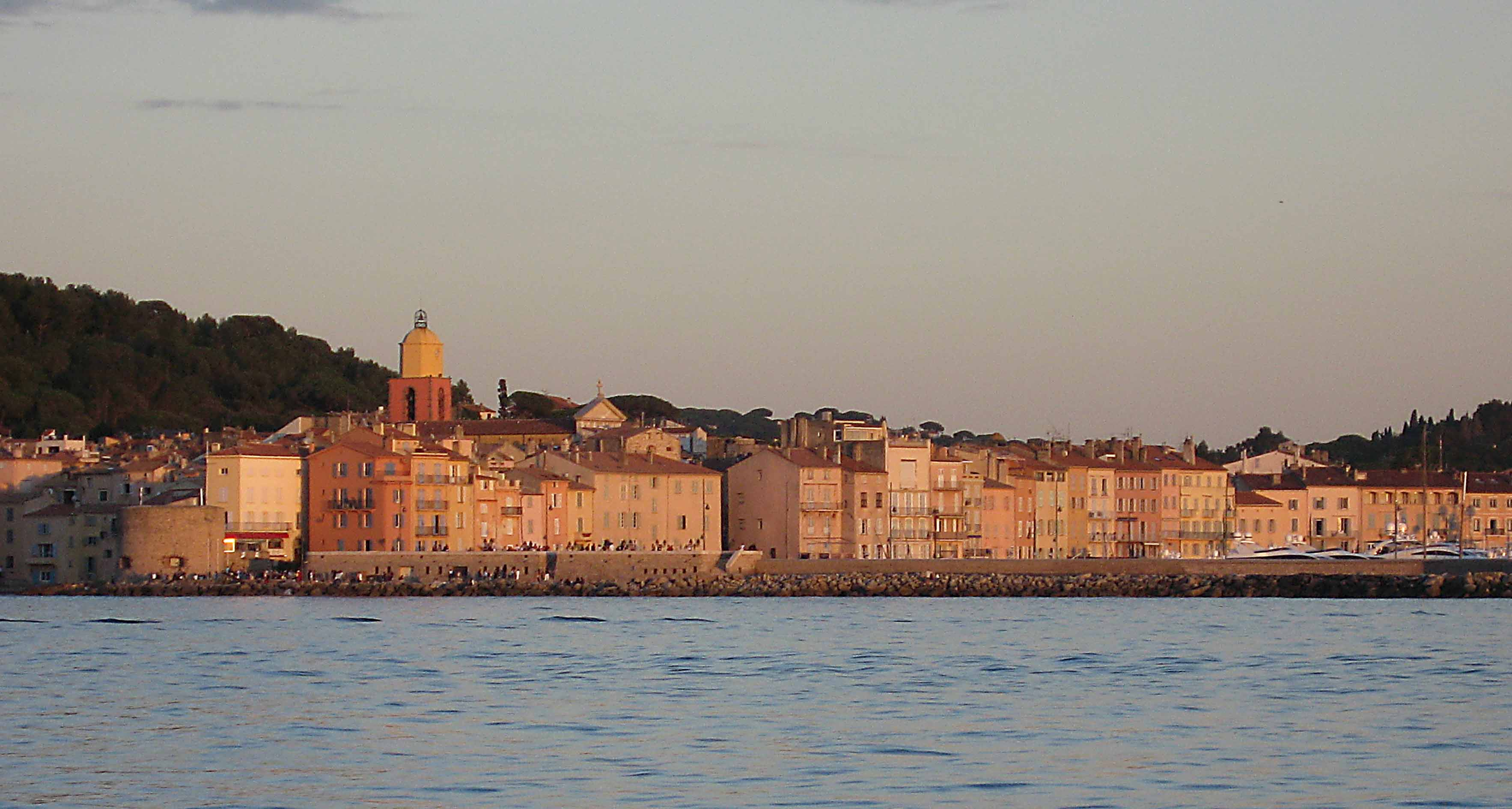
L'arrivée à Saint-Tropez, montrée par une vue du port depuis la baie, marque le premier plan en couleurs du film, après le prologue en noir et blanc dans un village reculé de montagne.

Le film innove en changeant de cadre : le gendarme évoluait jusque-là traditionnellement à la campagne et se retrouve dans un lieu à la dernière mode, davantage urbain. Cruchot est d'abord le seul gendarme d'un petit village isolé, seulement perturbé par de petits délits, un cadre — encore en noir et blanc — qui peut rappeler de précédentes représentations comme Le Gendarme de Champignol (1958). Il arrive ensuite dans une ville attirant le monde entier et fait face à de nouveaux genres d'infractions et d'adversaires. Ce changement est symbolisé par l'irruption de la couleur à partir de générique et la musique yéyé parfaitement dans le ton de l'époque,. Si la séquence d'ouverture était en noir et blanc pour des raisons techniques, la transition avec le reste du film prend un sens en soulignant la différence énorme entre le petit village de montagne et la découverte de Saint-Tropez,,,. Pour Bertrand Dicale, la couleur aide à « restituer l'ambiance des étés tropéziens, le choc des générations et l'hédonisme des touristes ». Il s'agit du premier film en couleurs de Louis de Funès dans un premier rôle,.
Le film repose sur les clichés de la vie tropézienne, déjà ancrés dans la culture du public français et international,,,. Auteur d'une monographie sur le lieu, le journaliste Bernard Nantet y décèle des « parodies de tout ce qui fait de la petite cité un lieu hors du commun, mais dont les lieux communs servent de fil directeur ». Les gendarmes ou la bande de jeunes s'installent sur les célèbres cafés du port faisant face aux yacht, notamment Le Gorille et Sénéquier,. Avant l'arrivée de Cruchot, la brigade fait preuve d'une détente et d'une nonchalance toute provençale. Le film retranscrit l'ambiance particulière du Saint-Tropez de l'époque, une station balnéaire de luxe au sein d'un vieux village de pêcheurs, en faisant côtoyer gendarmes d'antan, pêcheurs, paysans ou commerçants du cru et la haute bourgeoisie des villas, cabriolets et yachts. La chasse aux nudistes s'inspire des véritables péripéties des gendarmes tropéziens, défrayant alors la chronique,,. Depuis les années 1950, la brigade locale mène un combat chaque été face aux nudistes, alors sous le coup de circulaires administratives les accusant d'« attentat à la pudeur »,. La plage de Pampelonne est le théâtre continu de cette rivalité,. Une adepte du « seins nus » et du monokini était passible en 1959 d'une forte amende. La nudité intégrale était vue, selon Nantet, comme la remise « en cause des fondements mêmes de la société, ce qui nécessitait alors l'intervention de la force publique »,. Les nudistes font preuve d'agilité et d'ingéniosité pour contrecarrer les venues de l'autorité en uniforme. Des guetteurs munis de jumelles préviennent de l'arrivée des gendarmes ; plus libres de leurs mouvements que leurs adversaires habillés, les nudistes peuvent retourner à l'eau, courir dans le sable, se cacher dans les broussailles, ou s'enfuir sur la bicyclette des gendarmes. Comme repris dans le film, la brigade se mêle parfois à dessein à l'ennemi : un gendarme cache le matin son uniforme et son képi dans des roseaux et revient se baigner innocemment en maillot de bain comme un nouvel arrivant, pour ensuite surprendre les nudistes au plus fort de l'attroupement en endossant discrètement sa tenue officielle. La véritable gendarmerie, submergée par l'essor de la pratique, finit par perdre ce conflit inégal au bout de plusieurs années, tandis que le monokini est autorisé en 1967,.

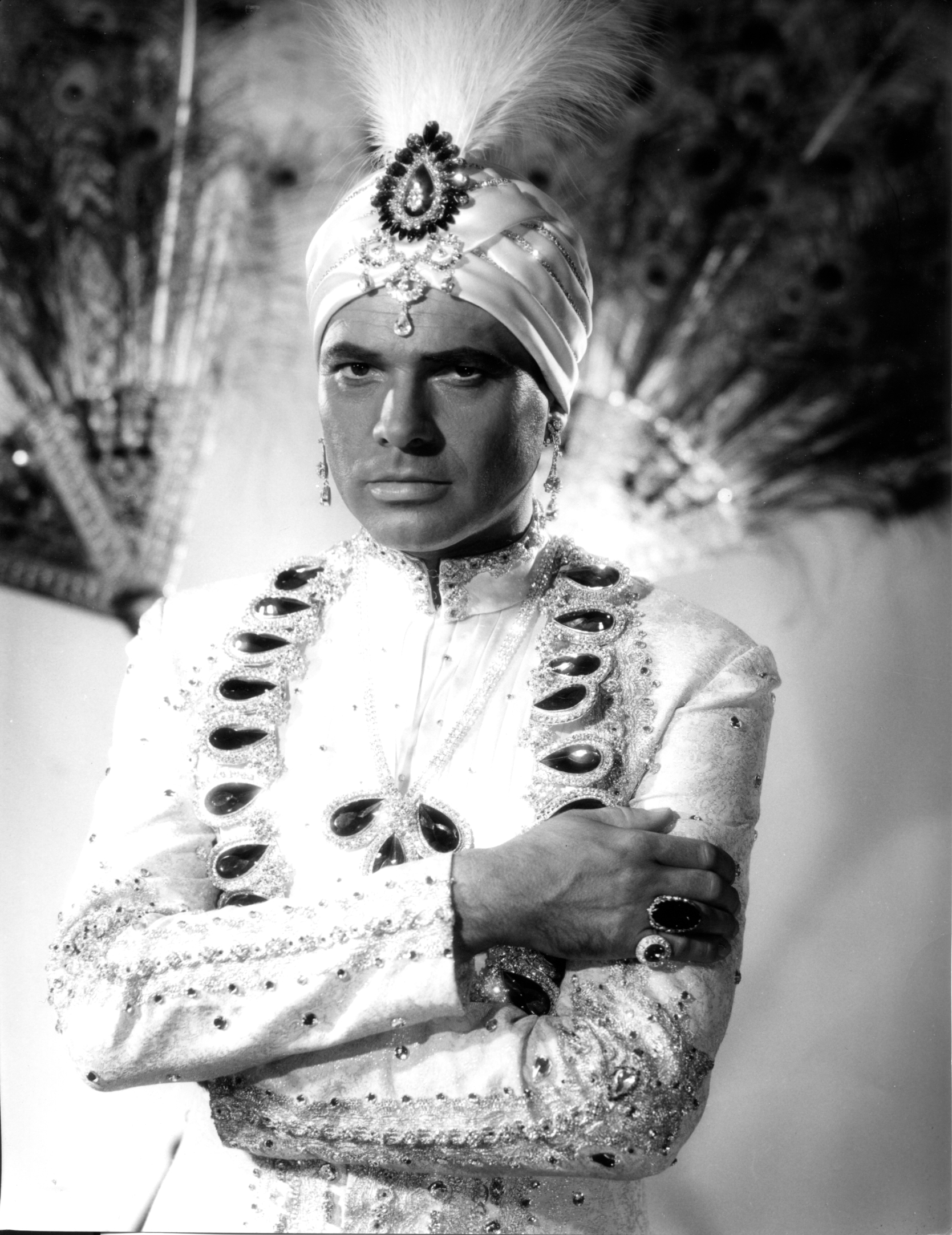
Le maharadjah dans Le Tigre du Bengale (1959).

Le scénario use de la référence et de la parodie dans plusieurs séquences, façon supplémentaire d'imprégner le film de l'esprit du moment. Lors de leur sieste sous les pins les gendarmes font des rêves évoquant des genres cinématographiques : les aventures aux décors exotiques pour Fougasse, le western pour Merlot, le péplum pour Gerber et le film de guerre pour Cruchot. Dans son rêve, Merlot entre en scène héroïquement sur la chanson Zorro est arrivé, tube d'Henri Salvador de l'été 1964 ; la séquence est calquée sur le scopitone de la chanson. L'apparition de nudistes dans l'intrigue prolonge en quelque sorte l'image laissée par Et Dieu… créa la femme (1956) à Saint-Tropez, où la nudité de Brigitte Bardot divisait les protagonistes du film lui-même mais aussi les spectateurs. Dans la réception mondaine, le prince indien en quête d'une épouse, tentant de séduire Cruchot voilé, est une référence au film allemand Le Tigre du Bengale, dépeignant une Inde caricaturale. En délivrant sa fille des gangsters, Cruchot se transforme subitement en Thierry la Fronde, héros d'un populaire feuilleton télévisé de l'époque, dont il revêt les oripeaux médiévaux ; il se sert du lest prévu pour le noyer comme d'un projectile, tandis que le générique de la série retentit, entonné également par la troupe de jeunes,. Cet emploi de références revient dans les films ultérieurs. De plus, ce premier film pose les fondations de la série en instaurant d'emblée des éléments répétés par les cinq suites : la plongée de Cruchot dans l'illégalité afin de se sortir des ennuis, les cascades automobiles de la bonne sœur excentrique, les variations autour du thème musical de la Marche des Gendarmes et la parade triomphale des gendarmes sur le port de Saint-Tropez,.

### Le Gendarmeet la société
Un thème récurrent des films de Louis de Funès, en particulier les premiers du Gendarme, est de le figurer en père de famille aux prises avec les volontés d'émancipation de ses enfants. Le public y trouve un reflet de la société française des années 1960 bouleversée par l'émergence de la jeunesse. Inscrits dans le registre de la comédie familiale bon enfant, ses films ne montrent cependant qu'une jeunesse turbulente, mais inoffensive, qui ne menace pas la société — à l'image de Jean-Luc, jeune bourgeois dérobant une voiture pour simplement s'amuser —, et s'achèvent en plus sur un retour à l'ordre,. Le personnage de Nicole introduit ici le conflit entre générations. Un même schéma narratif suit le personnage funésien du Gendarme de Saint-Tropez en 1964 jusqu'à L'Aile ou la Cuisse en 1976 (voire L'Avare en 1980) : son fils ou sa fille lui cache une chose qu'il s'évertue à découvrir, tentant tant bien que mal de sauvegarder son contrôle parental qu'il pense remis en cause ; le père parvient finalement à résoudre la situation et rasseoir son autorité, non sans compromis. En volant une voiture, Nicole bafoue la loi et l'autorité de son père. Cruchot et sa fille s'associent ensuite pour réparer la faute en secret des autres gendarmes, la réputation de Cruchot étant en jeu,. Bien que l'obsession du père de surveiller et contrôler sa progéniture soit constamment ridiculisée dans les films funésiens, toute prise d'autonomie de celle-ci est montrée comme un échec. La réalisation place toujours Cruchot au centre du cadre même si son monde et son autorité s'effondrent, tandis que les plans de Nicole reflètent une situation précaire lors de ses ennuis. La réponse et l'autorité rétablie du gendarme-père « satisfait sans doute un public qui a peur que ses enfants lui échappent », selon l'universitaire Sébastien Le Pajolec. Obligés de faire des compromis, les pères incarnés par Louis de Funès sont à la croisés du modèle précédent, patriarcal et dominateur, tenu par Jean Gabin et du type à venir des pères post-soixante-huitards dépassés comme Lino Ventura dans La Gifle ou Pierre Richard et Gérard Depardieu dans Les Compères.